# Ladestation (Elektrofahrzeug)

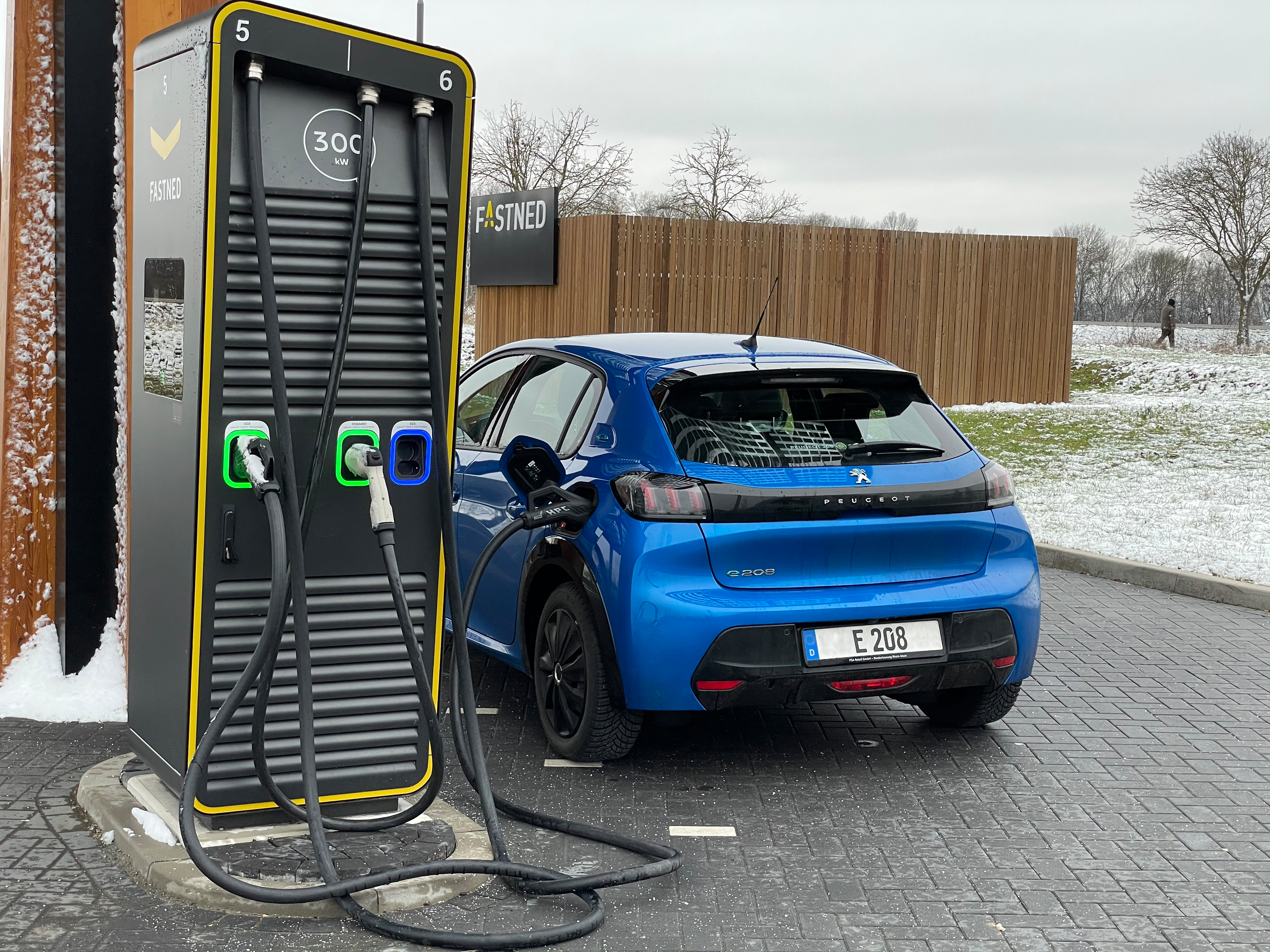
Elektroauto lädt mit CCS2-Stecker an 300 kW HPC-Ladesäule (Typ Alpitronic HYC300)

Bei einer Ladestation für Elektrofahrzeuge handelt es sich um eine für Elektrofahrzeuge konzipierte Ladestation. Im Gegensatz zu Verbrenner-PKW, die praktisch nur an öffentlichen Tankstellen aufgetankt werden können bzw. dürfen, können Elektrofahrzeuge an privaten Stellplätzen geladen werden und benötigen dann nur für größere Fahrten öffentliche Ladepunkte.

## Begrifflichkeit und Grundsätzliches
In behördlichen Dokumenten wird von Ladepunkten gesprochen, wobei an einem Ladepunkt per Definition nur ein Fahrzeug gleichzeitig angeschlossen werden kann. Häufig findet man auch die Bezeichnung EVSE (electric vehicle supply equipment).
Umgangssprachlich wird sie auch gelegentlich Stromtankstelle oder Ladesäule genannt.
Bei einer Ladestation als Solartankstelle ist der Betreiber dafür verantwortlich, dass die bezogene elektrische Energie in ihrer Herkunft direkt zur Sonne zurückverfolgt werden kann, beispielsweise mit Hilfe einer Photovoltaikanlage.
Ladestationen können öffentlich oder nichtöffentlich zugänglich sein und bestehen im einfachsten Fall aus einer Steckdose, an welcher das Fahrzeug über eine Kabelverbindung und ein Ladegerät aufgeladen werden kann (konduktives Ladesystem für Elektrofahrzeuge nach DIN EN61851-1). Es gibt kostenpflichtige, kostenlose und von Vereinen für ihre Mitglieder betriebene Ladestationen. Entsprechende Schnellladestationen sind vor allem für den Langstreckenverkehr gedacht, um Nutzern von Elektrofahrzeugen die Möglichkeit zu geben, ihr Fahrzeug mit hoher Leistung in kurzer Zeit aufzuladen. Für den täglichen Berufsverkehr, bei dem üblicherweise nur wenige Kilowattstunden elektrischer Energie verbraucht werden, reicht hingegen zum Laden in aller Regel eine normale Steckdose aus.
Von der Europäischen Union wurde der Typ-2-Stecker als Standardladesteckverbindung für Wechselstrom- und Drehstromanschlüsse (AC) festgeschrieben. Als Standard für das Schnellladen mit Gleichstrom (DC) wurde in der Europäischen Union das mit Typ2 kombinierte Combined Charging System (CCS2) eingeführt. Ein anderes in Europa verbreitetes Gleichstromschnellladesystem ist der aus Japan stammende CHAdeMO-Standard.

## Ladeprinzipien

### Ladesäulen

#### Wechselstrom-, Drehstrom- und Gleichstromladen
Heutige Akkumulatorzellen können nur mit Gleichstrom geladen werden. Da die Ladestationen aus dem Stromnetz mit Wechselstrom (ein- oder dreiphasig) versorgt werden, muss der Strom auf dem Weg zum Akku gleichgerichtet werden. Das kann im Fahrzeug durch ein eingebautes Ladegerät erfolgen oder bereits in der Ladestation. Der Begriff des Gleichstrom- und Wechselstromladens beschreibt, in welcher Form der Strom in das Fahrzeug eingespeist wird.

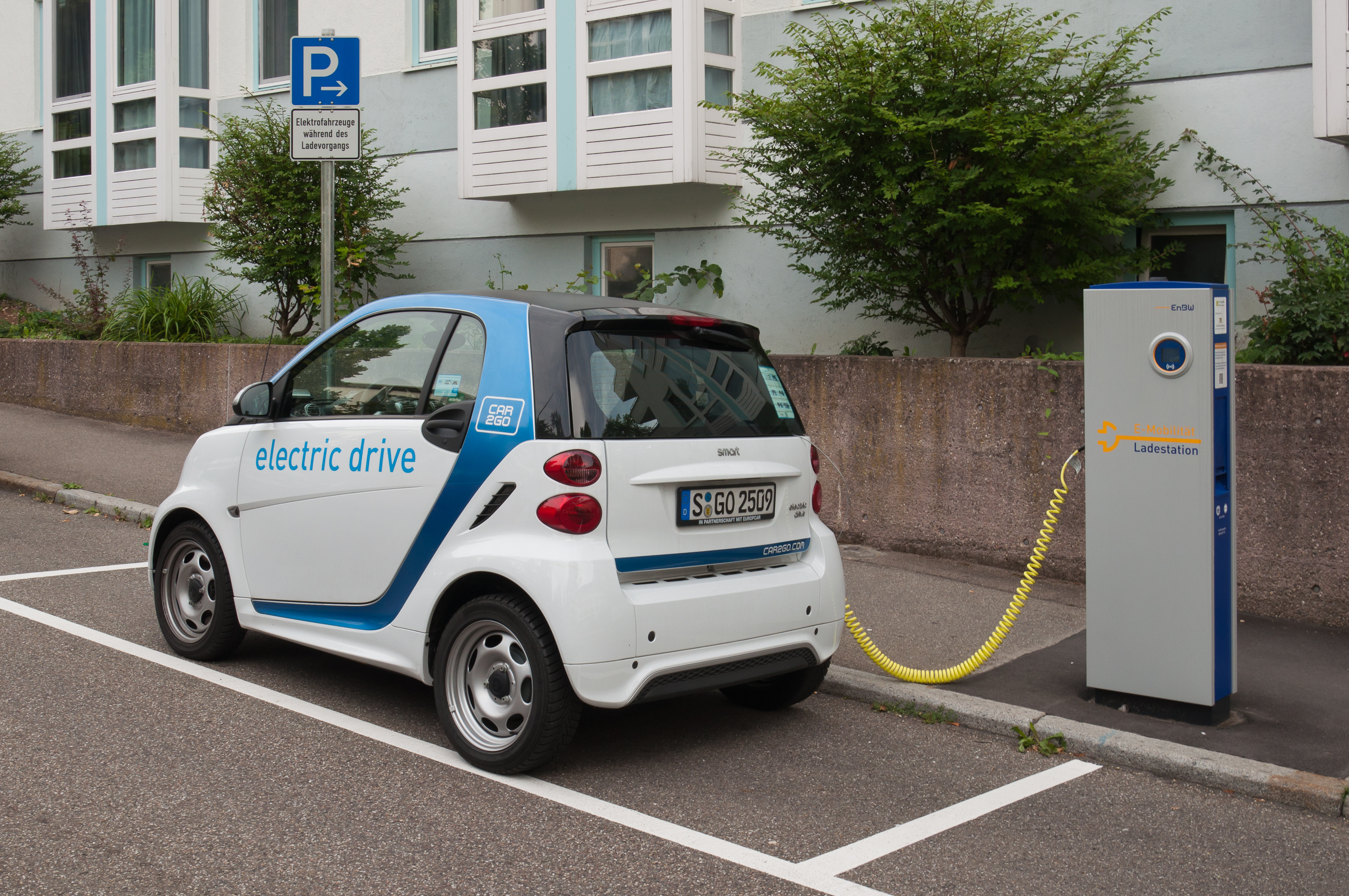
Smart lädt an einer Wechselstrom-Ladesäule, 2013

- Beim Wechselstromladen (AC) wird das Elektroauto einphasig über eine In-Kabel-Kontrollbox (ICCB) oder direkt über ein Ladekabel mit einer Haushaltssteckdose (Schukosteckdose) und damit mit dem Stromnetz verbunden. Damit werden nur Ladeleistungen <3,6 kW dauerhaft übertragen. Über 16-A-CEE-Steckdosen oder über eine Wandladestation mit Typ-2-Stecker können dauerhaft 3,6 kW bis 7,2 kW übertragen werden. Je nach Anbieter wird das Wechselstromladen mit bis zu 3,6 kW als „Standardladung“ oder „Notladung“ bezeichnet. Das Ladegerät ist im Fahrzeug integriert. Die Bordladegeräte in einigen Elektroautos sind teilweise in ihrer Leistung auf das Aufladen an haushaltsüblichen Steckdosen (3,6 kW) begrenzt und nicht in der Lage, dreiphasig zu laden, was dann zu entsprechend langen Ladezeiten führt und auch an leistungsfähigeren Drehstrom- oder Wechselstrom-Ladestellen keinen Zeitgewinn ermöglicht. Fahrzeuge mit dem Typ-1-Ladesteckanschluss laden darüber ausschließlich einphasig.

- Beim Drehstromladen (wird zu AC gezählt) wird das Fahrzeug an das Dreiphasenwechselstromnetz mittels ICCB-Kabel an einer 400-V-Drehstromsteckdose oder über ein Ladekabel mit einer Ladestation verbunden. Das Kabel für Ladestationen wird im Fahrzeug mitgebracht und beidseitig mit einem Typ-2-Stecker ausgestattet oder fest an der Ladesäule montiert. Im Fahrzeug befindet sich ein Ladegerät, das den Dreiphasenwechselstrom vom Stromverteilnetz gleichrichtet, und mit dem Batteriemanagementsystem die Regelungsfunktionen (Ladeverfahren) übernimmt. Über das Ladekabel wird dem Fahrzeug die Belastbarkeit des Ladekabels und der Ladestation mitgeteilt. Bei Steckdosen übernimmt das ICCB-Kabel diese Funktion. Bei Bedarf begrenzt das Ladegerät im Fahrzeug den Strom, um die Zuleitungen nicht zu überlasten. Der Lader kann als Extragerät im Fahrzeug eingebaut sein (Smart ED oder Tesla Model S mit bis zu 22 kW) oder ist Teil der Motorsteuerung (Renault Zoe bis 43 kW).

- Beim Gleichstromladen (DC) wird Gleichstrom aus der Ladesäule direkt in das Fahrzeug eingespeist. Er wird über ein leistungsstarkes Ladegerät in der Ladesäule entweder aus dem Stromnetz oder aus großen Pufferakkus an Solartankstellen bereitgestellt. Im Fahrzeug befindet sich nur ein Batteriemanagementsystem, das mit der Ladesäule kommuniziert, um die Stromstärke anzupassen oder bei vollem Akku abzuschalten. Die Leistungselektronik befindet sich in der Ladesäule. Wegen des starken Ladegerätes sind die Ladesäulen verhältnismäßig teuer. Gleichstromladen ermöglicht wegen des externen Ladegerätes sehr hohe Ladeleistungen. Das führt zu kurzen Ladezeiten. Voraussetzung dafür ist, dass die Ladesäule 22 bis 350 Kilowatt abgibt und ein entsprechender Gleichstrom-Anschluss am Fahrzeug vorhanden ist. Bei asiatischen Elektroautos ist der CHAdeMO-Anschluss am Fahrzeug integriert und auch der Tesla-Supercharger-Anschluss ist Standard am Fahrzeug. In Europa ist heutzutage der CCS-Anschluss am weitesten verbreitet, der von den Herstellern ebenfalls standardmäßig oder selten als kostenpflichtige Zusatzausstattung angeboten wird.

#### Stecker und Kabel

##### Art der Verbindung zwischen Fahrzeug und Ladestation
In der Norm IEC 61851-1 werden drei Arten unterschieden, wie Ladestation und Fahrzeug verbunden sein können. Unterschieden werden drei Anwendungsfälle:
- A: Das Kabel ist fest mit dem Fahrzeug verbunden.
- B: Das Kabel ist beidseitig gesteckt.
- C: Das Kabel ist fest mit der Ladestation verbunden.

Weiterhin wurden in der IEC 61851 vier verschiedene Lademodi definiert. In Mode 1 werden normale Kabel mit entsprechenden Steckern verwendet. Mode 2 nutzt Kabel, die über Signalisierungseinrichtungen (Widerstandscodierungen) verfügen, die der fahrzeugseitigen Ladeelektronik die Strombegrenzung der Ladestelle vorgeben. Bei Mode 3 kommunizieren Ladesäule und Fahrzeug über das Ladekabel. Mode 4 ist für Gleichstromladeverfahren, bei denen ebenfalls eine Kommunikation zwischen Fahrzeug- und Ladesäulenelektronik stattfindet.

##### Haushalts- und Industrieanschlüsse

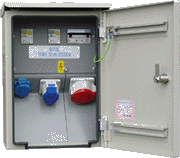
Ladestation Park & Charge mit Schuko- und CEE-Steckdosen

Kleinelektromobile laden in der Regel nur geringe Energiemengen. Nicht zuletzt durch die Leistungsbegrenzung der Ladegeräte reichen für Elektrofahrräder beispielsweise haushaltsübliche Schuko-Steckdosen. Zusätzlich können die Akkus entnommen und an Steckdosen in Innenräumen aufgeladen werden oder es wird ein Verlängerungskabel nach draußen verlegt. Dies ist die einfachste Form einer „Ladestationsstelle für Elektrofahrzeuge“.
Bevor 2016 die Ladesäulenverordnung erlassen wurde, die für öffentlich zugängliche Ladestation einen Anschluss von IEC Typ 2 vorschreibt, wurden nicht-kommerzielle Ladestationen häufig auf Basis des CEE-Systems gebaut. Dafür wurden private Außensteckdosen für Wechselstrom- oder Drehstrom mit Steckern und Kabel nach den Normen für elektrische Geräte IEC 60309/CEE ausgestattet, die günstiger erhältlich waren als Typ-2-Systeme. Mit dieser beachtlichen Technik und mit einfachsten organisatorischen Maßnahmen wie der pauschalen Verrechnung der bezogenen Energie entstanden zu Beginn der 2010er-Jahre Verbünde wie Park & Charge und „Drehstromnetz“, denen sich Elektroautofahrer anschließen konnten.

##### Typ 1 und Combo 1

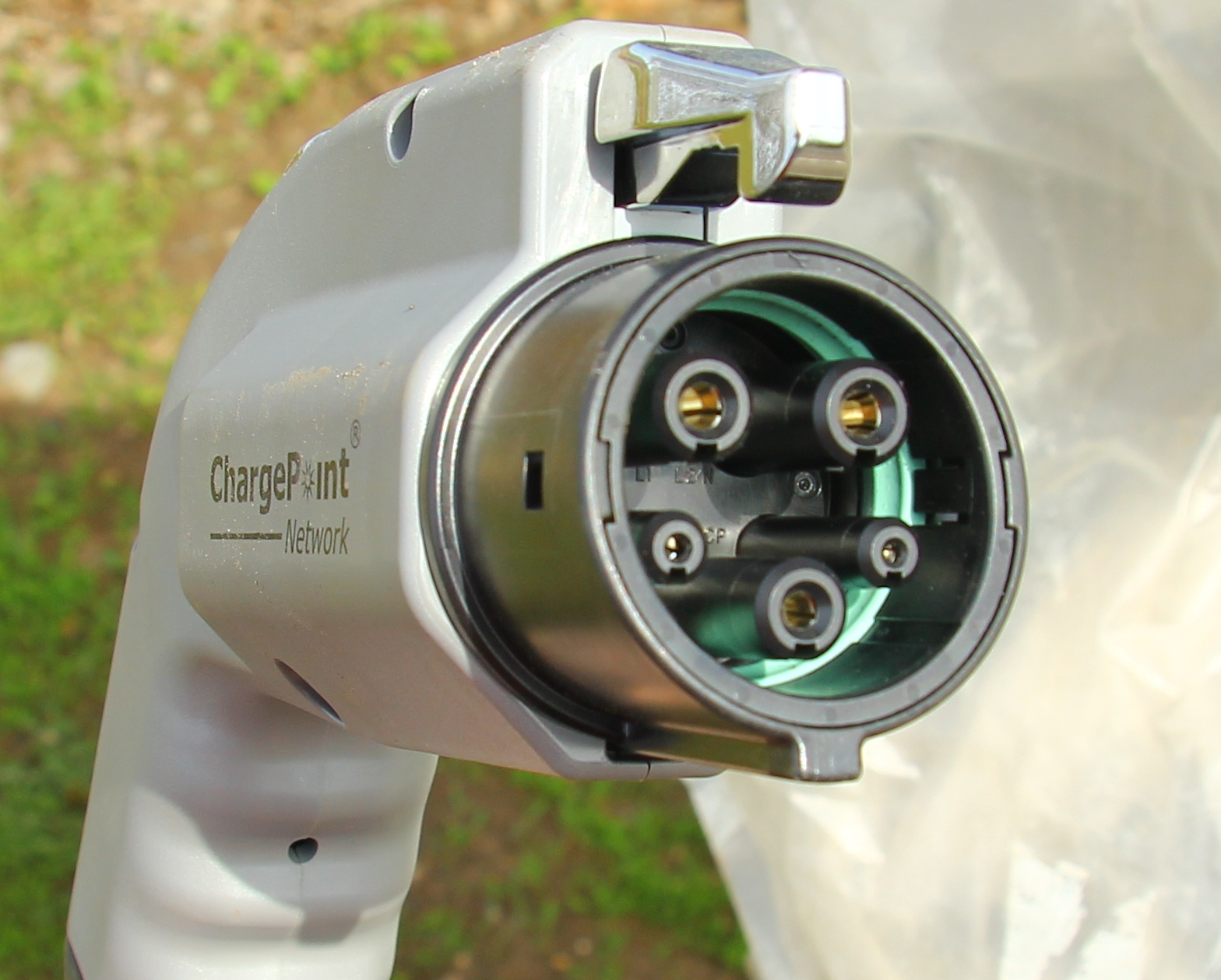
Typ-1-Ladekupplung

In Nordamerika wurde der Standard SAE J1772 aus dem Jahr 2001 überarbeitet (es war ursprünglich ein eckiger Stecker für Flur- und Hubwagen). Die nordamerikanischen Autohersteller einigten sich mit der SAE J1772-2009 auf den Yazaki-Vorschlag. Dieser wurde später in der internationalen Norm IEC 62196-2 als Typ 1 bezeichnet. Es handelt sich um einen fünfpoligen runden Stecker mit 43 mm Durchmesser, der für den Anschluss an Einphasen-Wechselstrom vorgesehen ist. Dabei enthält die Spezifikation Vorgaben für den Anschluss an den in Nordamerika üblichen 120-Volt-Haushaltsstrom (Level-1-spezifizierter Ladestrom bis 16 Ampere bei maximal 120 Volt) als auch den in Europa üblichen 230-Volt-Haushaltstrom (Level-2-spezifizierter Ladestrom bis 80 Ampere bei maximal 230 Volt). Der Steckertyp hat fünf Steckkontakte – zwei Kontakte für einphasigen Wechselstrom, eine Erdung sowie zwei Signalkontakte, die kompatibel mit den Signalkontakten sind, wie sie schon 2001 definiert wurden. Später wurde dieser Stecker unter dem Begriff des Combined Charging Systems mit Gleichstromkontakten zum Combo-1-Stecker erweitert. Typ 1 und Combo 1 sind auf dem nordamerikanischen Markt eingeführt. Auch viele japanische Fahrzeuge verwenden den Typ-1-Stecker für das Wechselstromladen.
In den USA wird der CCS Anschluss zunehmend vom North American Charging Standard (NACS), der von Tesla stammt, abgelöst.

##### Typ 2

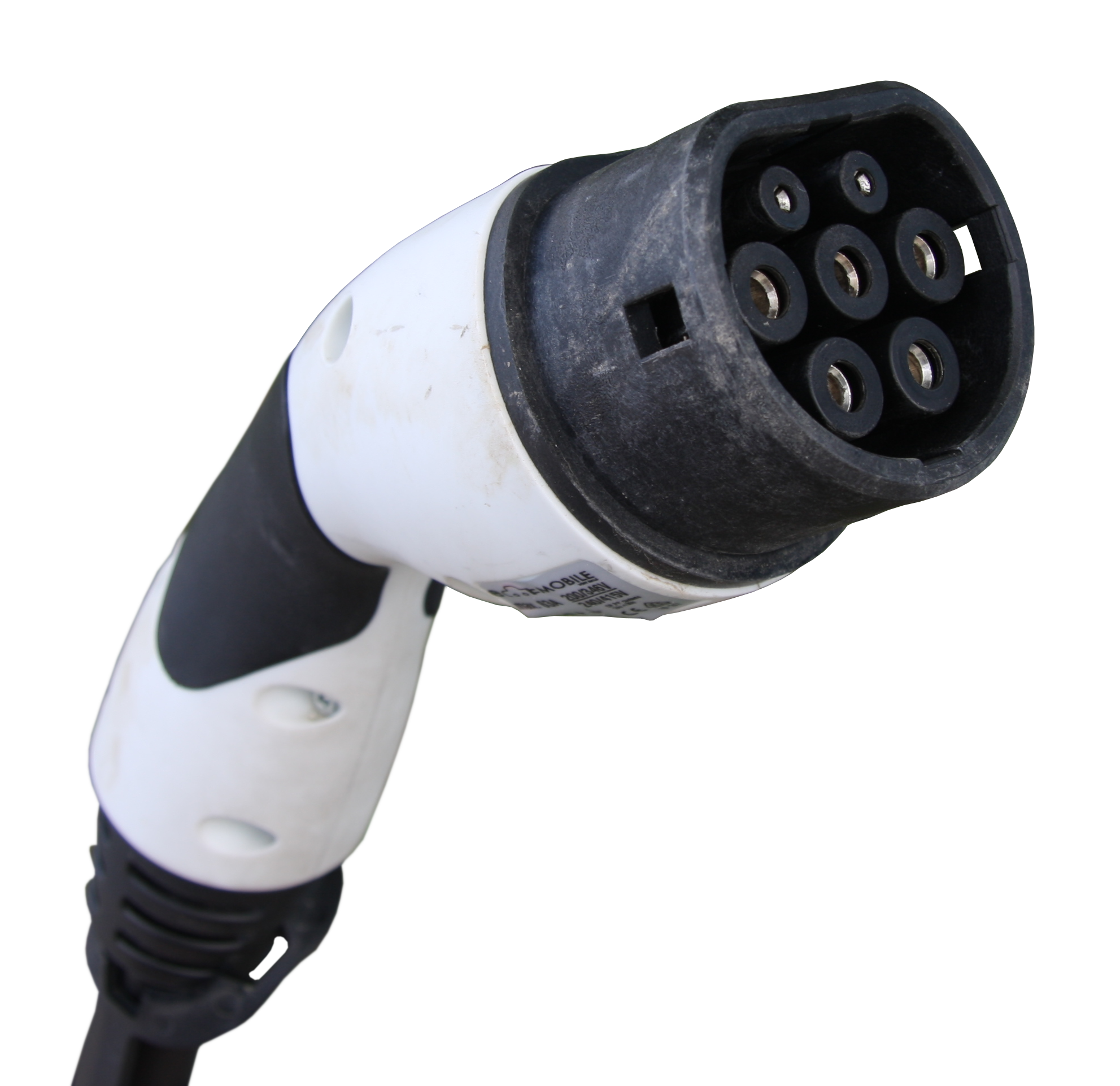
Typ-2-Ladekupplung

In den EU-Mitgliedsstaaten wurde erst 2013 mit dem Standard EN 62196 Typ 2 (auch Mennekes-Stecker genannt) ein universelles Steckersystem für Elektroautos im Leistungsumfang von 1,9 kW bis 240 kW spezifiziert. Bis dahin waren mehrere inkompatible Ladestandards verwendet worden.
Der unter Federführung des Stecker-Herstellers Mennekes entworfene und von mehreren Automobilherstellern und Stromkonzernen unterstützte Ladestandard EN 62196 Typ 2 ermöglicht am CP-Pin des Steckers die bidirektionale Kommunikation zwischen Fahrzeug und Ladestation. Mittels CP-Signal liest die Ladesäule die vom Auto unterstützte Ladeleistung aus. Sofern dann an einem Ladestationsstandort sich mehrere Ladesäulen einen einzigen Energieanschluss teilen, kann ein zentrales Lastmanagement per Pulsweitenmodulation (per CP-Pin) die Ladeleistung der in den Fahrzeugen verbauten Ladegeräte (Mode 1–3) reduzieren, damit die Gesamtladeleistung aller angeschlossenen Fahrzeuge die maximale Energieanschlussleistung der Tankstellenanlage nicht übersteigt. Die Ladedauer kann daher variieren. Aus der Definition der Ladeleistungssignalisierung per Pulsweitenmodulation ergibt sich auch eine „6 Ampere“ große Mindestladestromstärke pro Phase, aus der sich in 230 V Netzen bei einphasiger Ladung eine Mindestladeleistung von 6 A × 230 V (= 1380 W ≈ 1,4 kW) ergibt.
Typ 2 ist der in Europa meistverbreitete Ladestationentypus.
Konzeptionell unterstützt er aufgrund der unterstützten IEC-Normen neben der Kommunikation in zwei Richtungen auch Stromflüsse in zwei Richtungen. Dadurch können Fahrzeugakkus künftig – entsprechend koordiniert und tarifiert – Lastschwankungen im Leitungsnetz ausgleichen.

###### CCS

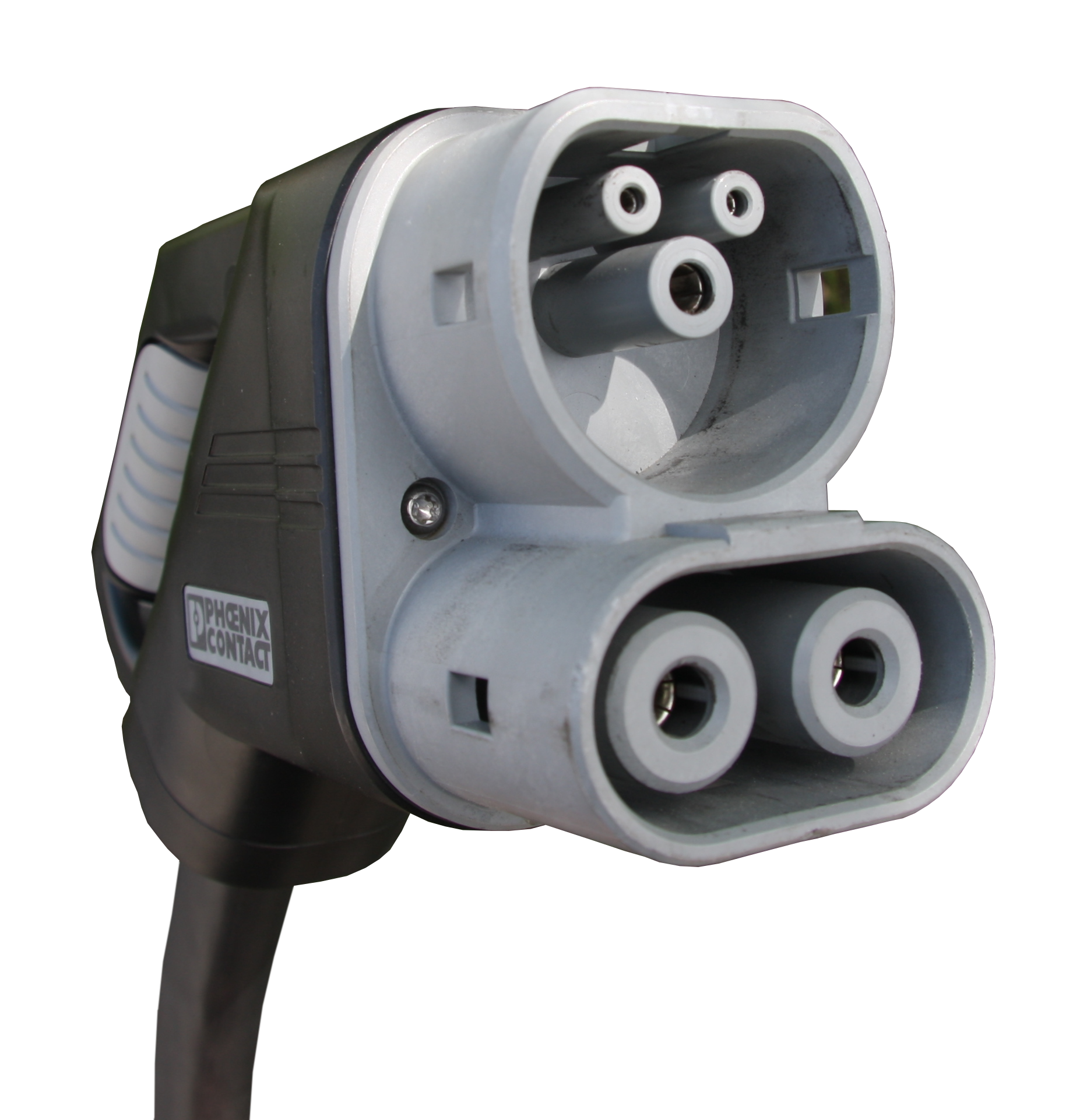
Combo 2: Gleichstrom-CCS-Kupplung

Das Combined Charging System (CCS) in der Variante Combo 2 ermöglicht es, dass E-Autos in Europa mit nur einer Ladekupplung an allen gängigen Ladesäulen laden können. Dazu wurde die siebenpolige Typ-2-Kupplung für einphasigen Wechselstrom (AC) bzw. dreiphasigen Drehstrom (ebenfalls AC) um zwei große leistungsfähige Steckkontakte für Gleichstrom (DC) erweitert. Derzeit sind Leistungen von bis zu 400 kW möglich (Stand Oktober 2024). Bis auf einige Hersteller wie Nissan, die bereits vor der CCS-Einführung (2013) Elektroautos auf den Markt brachten, bieten fast alle Hersteller neuer Elektroautos in Europa CCS als Serienausstattung an.
Tesla hatte seit 2013 an seinen Superchargern in Europa den Typ-2-Stecker auch für die Gleichstromaufladung bis 135 kW genutzt, erweiterte dann seit 2019 die Ladesäulen um CCS-Stecker, weil das ab 2019 ausgelieferte Model 3 serienmäßig CCS zum Gleichstromladen nutzt. Für die älteren Typen Model S und Model X wird ein CCS-Adapter angeboten, denn neue Supercharger-Ladesäulen werden in Europa nur noch mit CCS-Stecker versehen.
In den USA wird der CCS Anschluss zunehmend vom North American Charging Standard (NACS), der von Tesla stammt, abgelöst.

##### CHAdeMO

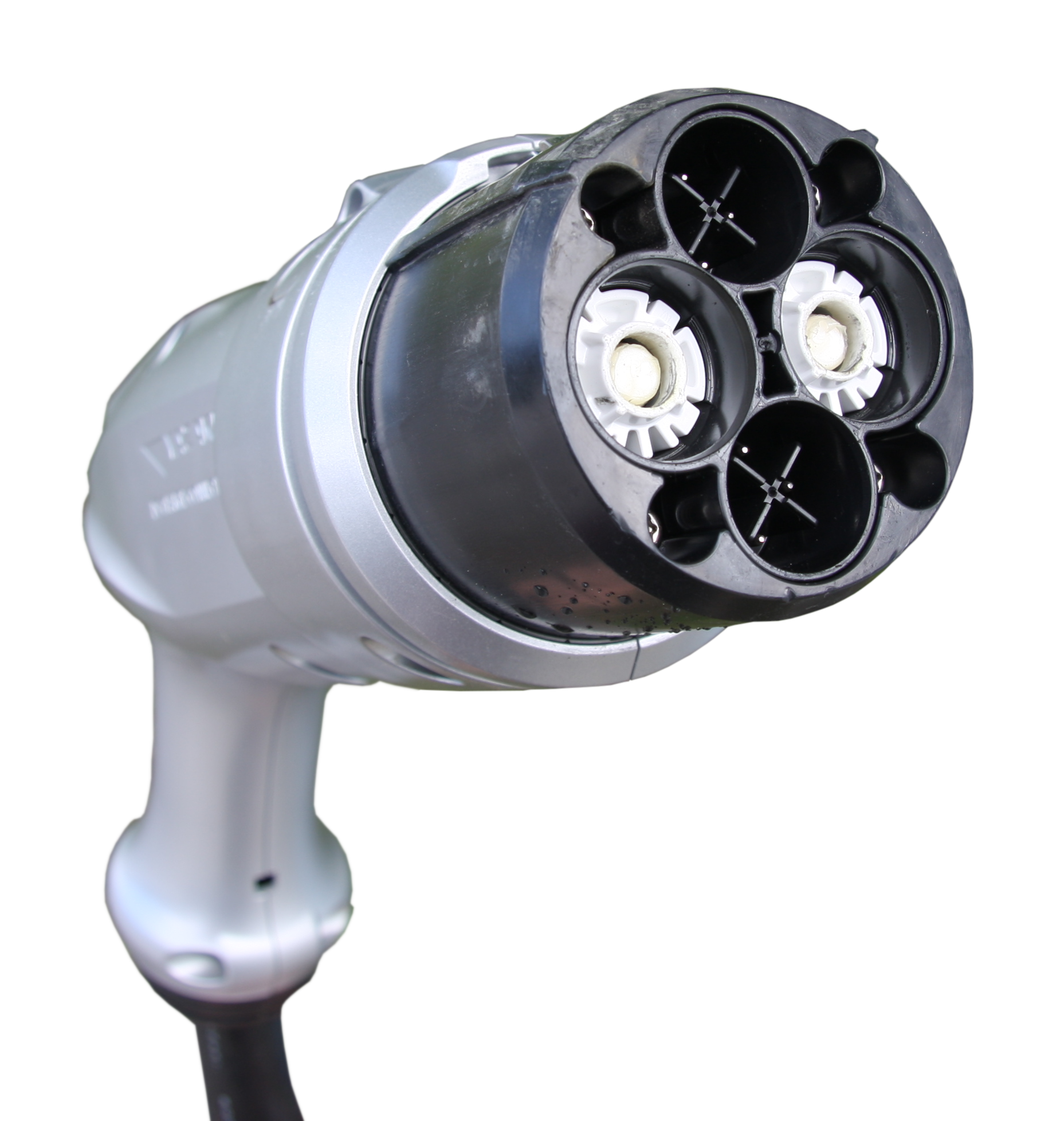
CHAdeMO-Ladekupplung

Japanische E-Auto-Hersteller wie Mitsubishi und Nissan boten ab 2010 als erste unter der Bezeichnung CHAdeMO eine leistungsfähige Gleichstromladung mit bis zu 50 kW an. Neben zwei großen Gleichstromkontakten hat der CHAdeMO-Stecker auch acht kleine Kontakte für Erdung und Kommunikation, aber keine stromführenden Kontakte für Wechselstrom. Dafür ist im Auto zusätzlich eine zweite Steckdose nötig, meist einphasig als Typ 1 ausgeführt. Dies erfordert entweder eine große Ladeklappe, hinter der beide Buchsen Platz finden, oder zwei getrennte Ladeklappen. Eine kombinierte CCS-Buchse passt dagegen wie beispielsweise im e-Golf hinter die übliche kleine Tankklappe. Neben dem Nissan Leaf, der ein Jahrzehnt lang als meistverkauftes Elektroauto der Welt galt, haben auch die als Peugeot oder Citroen angebotenen Mitsubishi i-MiEV-„Drillinge“ auf Chademo gesetzt, zudem einige davon abgeleitete Nutzfahrzeuge, und die erste Generation des Kia Soul EV. (Siehe Fahrzeugliste mit CHAdeMO und Verbreitung von CHAdeMO).
In Japan gilt CHAdeMO als Standard; Importfahrzeuge wie BMW i3 sind mit CHAdeMO ausgestattet. Tesla bietet für Model S und X einen CHAdeMO-Adapter an, wodurch diese Modelle, sofern sie auch noch den seit 2019 erhältlichen CCS-Adapter haben, an den in Europa üblichen Triple-Ladesäulen jeden der drei Stecker nutzen können. Hierbei wird Drehstrom (AC) über Typ 2 direkt aus dem Netz angeboten und Gleichstrom entweder über CCS oder Chademo, je nachdem welcher Stecker zuerst benutzt wird. Daher ist in Deutschland das CHAdeMO-Angebot meist mit CCS verknüpft, reine CHAdeMO-Ladesäulen gibt es praktisch nur bei Nissan-Händlern. Der Nissan Leaf ist das einzige aktuelle Elektroauto, das in Europa noch auf CHAdeMO setzt, die koreanischen Hersteller wie Kia haben zu CCS gewechselt, auch Honda bietet CCS an.
CHAdeMO arbeitet in beide Richtungen und ermöglicht so die Nutzung des Auto-Akkus direkt über Gleichstrom für verschiedene Anwendungen, etwa bei Stromausfall ein Haus zu versorgen oder in das Stromnetz einzuspeisen. Dies wird als Vehikel-zu-X (V2X) bezeichnet, wobei X für Haus (H), Stromnetz (G für Grid) oder sonstiges stehen kann, etwa beim Camping, bei Veranstaltungen, am Schrebergarten.
Die typische Ausbaustufe der CHAdeMO-Ladesäulen ist eine Ladeleistung bis 50 kW. Der neue Standard CHAdeMO 2.0 ermöglicht bis 400 kW, wobei es noch keine Fahrzeuge dafür gibt. CHAdeMO arbeitet für die weitere Entwicklung mit dem chinesischen GB-Standard zusammen.

##### NACS

Tesla Model 3 am Supercharger

Das Unternehmen Tesla hatte für die Tesla-Supercharger-Ladestationen (ab 2012) einen proprietären Stecker entwickelt, an dem sowohl mit einphasigem Wechselstrom wie mit Gleichstrom geladen werden kann. Für die europäischen Varianten des Model S und Model X nutzte Tesla jedoch den Europa verbreiteten Typ-2-Stecker, der auch dreiphasigen Wechselstrom übertragen kann, womit eine höhere Ladeleistung als beim einphasigen Laden möglich ist. Mit dieser Steckverbindung ermöglichte Tesla das ein- oder dreiphasige Laden an normalen Typ-2-Ladestationen und darüber hinaus das Gleichstromladen mit Leistungen bis zu 135 kW mit einem ausschließlich für Tesla-Fahrzeuge eingesetzten Gleichstromladeverfahren an den europäischen Tesla-Superchargern der Versionen V1 und V2. Amerikanische Tesla-Fahrzeuge können an europäischen Superchargern nicht geladen werden.
Das Model 3 und Model Y und neuere Model S und Model X besitzen zur Gleichstromladung einen CCS-Anschluss.
Supercharger der Version 3 besitzen in Europa ausschließlich CCS-Stecker, weswegen ältere Model S und Model X einen Adapter benötigen.
Nachdem Tesla die Supercharger auch für das Laden anderer Elektrofahrzeuge öffnete, stellte sich in Nordamerika eine Marktüberlegenheit bei Schnellladestationen ein. Im November 2022 veröffentlichte Tesla die Spezifikation für den Ladeanschluss als North American Charging Standard (NACS) und reichte es zur Standardisierung unter SAE J3400 ein. In der Folge lizenzierten andere Firmen den Stecker für den nordamerikanischen Markt, einschließlich Firmen, die bisher schon eigene Ladestationen mit dem SAE J1772 (Combo 1) errichtet hatten. Bis Juli 2023 haben Ford, General Motors, Mercedes-Benz, Nissan, Polestar, Rivian und Volvo angegeben, zukünftige Modelle mit dem NACS in Nordamerika auszuliefern, und die alten Ladeanschlüsse nur noch über Adapter zu unterstützen. Anschließend gaben eben jene sieben Firmen bekannt, gemeinsam eine Ladeinfrastruktur mit 30.000 Schnellladepunkten mit Combo-1- und NACS-Anschlüssen in Nordamerika errichten zu wollen.

##### Megawatt Charging System (MCS)
Der Standard MCS beinhaltet auch einen neuen Steckertyp. Der MCS-Stecker ist mit 101 mm Höhe und 116 mm Breite größer als der CCS Combo-2 Stecker (102 mm * 74 mm). Über den Stecker soll das Laden bis 1250 V und 3000 A, was einer Leistung von 3,75 MW entspricht, möglich sein.

##### China
In China wird als Ladestecker für Wechselstrom beim Standard GB/T 20234.2 eine Steckverbindung genutzt, die von ihrem mechanischen Aufbau der Typ-2-Steckverbindung entspricht. Im Gegensatz zum europäischen System sind jedoch „Stecker“ und „Kupplung“ vertauscht. Der Ladestecker für Gleichstrom entspricht dem Standard GB/T 20234.3 und ähnelt vom Erscheinungsbild CHAdeMO, ist zu diesem aber inkompatibel.

##### Cool-Load Megawatt
Der Ladestecker Cool-Load Megawatt wurde von der RWTH Aachen und dem Unternehmen Paxos entwickelt. Der Stecker mit Kabel kann dauerhaft bis zu 1.500 V und 3.350 A übertragen, was etwa 5 MW Ladeleistung entspricht. Die Entwicklung wurde von der Bundesregierung im Rahmen des Projekts IDEAL (Innovative DC-Technologie zur nachhaltigen Integration moderner Ladeinfrastruktur für die Elektromobilität) gefördert. Herkömmliche Stecker haben einen Pin Socket Aufbau ähnlich dem Haushaltsstromstecker. Dabei werden Stifte in Buchsen eingeführt und von Federklammern festgehalten. Der Cool-Load Megawatt Stecker hat eine ringförmige Verbindung von Ladestecker und Ladebuchse. Es gibt keine Stifte, sondern mehrere hintereinander angeordnete Kupferringe. Um diese schließt sich dann jeweils mittels eines Motors eine Manschette. Daraus ergeben sich Vorteile wie eine achtfach größere Kontaktfläche, ein höherer Anpressdruck und eine verbesserte Kühlung. Zudem braucht es durch die ringförmig Anordnung keine Orientierung beim Zusammenführen und das Zusammenstecken kann ohne Kraftaufwand geschehen, weil die Verbindung durch einen Motor geschlossen wird. Zudem ist der Stecker kleiner als ein CCS Stecker. Nach Angaben des Herstellerunternehmens sind bei einer geeigneten Skalierung des Steckers bis zu 12 MW Ladeleistung bei 1500 V und 8000 A möglich. Der Stecker sollte ein Standard für das Laden von Elektrolastkraftwagen werden, war bislang aber dem MCS Stecker unterlegen, obwohl die Leistungsdaten höher sind. Der Stecker könnte auch bei der Luftfahrt und der Schifffahrt zum Einsatz kommen.

##### Ladeanschlüsse Übersicht
Die folgende Tabelle zeigt typische Stromquellen und deren Anschlüsse, die zum Aufladen von Elektrofahrzeugen genutzt werden.
| Stromquelle                                                    | Spannung/Strom/max. Leistungsabgabe                                                 | AC/DC | weitere Ladetechnik |
| -------------------------------------------------------------- | ----------------------------------------------------------------------------------- | ----- | --- |
| Haushaltssteckdose Schuko                                      | einphasig 230 V/10 A/2,3 kW                                                         |       | ICCB-Kabel („Ladeziegel“) mit passendem Stecker oder Direktanschluss im Fahrzeug; Schuko ist nur für kurzzeitige 16-A-Belastung geeignet und die ICCB daher meist auf 10 A gedrosselt                         |
| Steckdose CEE L+N+PE (blau, „Camping-/Caravansteckdose“)       | einphasig 230 V/16 A/3,6 kW                                                         |       | ICCB-Kabel mit passendem Fahrzeugstecker und entsprechendes Ladegerät im Fahrzeug |
| Steckdose CEE 3L+N+PE, 16 A (rot, „Stark-/Drehstromsteckdose“) | dreiphasig 400 V/16 A/11 kW                                                         |       | (mobile) Wandladestation oder ICCB-Kabel mit passendem Fahrzeugstecker und entsprechendes Ladegerät im Fahrzeug                                                                                               |
| Steckdose CEE 3L+N+PE, 32 A (rot, „Stark-/Drehstromsteckdose“) | dreiphasig 400 V/32 A/22 kW                                                         |       | (mobile) Wandladestation oder ICCB-Kabel mit passendem Fahrzeugstecker und entsprechendes Ladegerät im Fahrzeug                                                                                               |
| Steckdose CEE 3L+N+PE, 63 A (rot)                              | dreiphasig 400 V/63 A/43 kW                                                         |       | (mobile) Wandladestation oder ICCB-Kabel mit passendem Fahrzeugstecker und entsprechendes Ladegerät im Fahrzeug                                                                                               |
| Ladestation Typ 1                                              | stationsabhängig/typisch: 240 V/16 A/3,8 kW – 240 V/24 A/5,8 kW – 240 V/30 A/7,2 kW |       | Typ-1-Ladeanschluss fahrzeugseitig und Bordladegerät mit entsprechender Leistungsaufnahme (noch nicht realisiert: 240 V/80 A)                                                                                 |
| Ladestation Typ 2                                              | stationsabhängig/typisch: 3,6/11/22/43 kW                                           |       | Typ-2- oder Combo-2-Ladeanschluss fahrzeugseitig und Bordladegerät mit entsprechender Leistungsaufnahme (400 V/63 A/43 kW selten realisiert); je nach Stationsausstattung ist ein Anschlusskabel mitzubringen |
| Ladestation CCS Combo 1                                        |                                                                                     |       | (Standard für Nordamerika) |
| Ladestation CCS Combo 2                                        | stationsabhängig/typisch: 50/100/150/300/350/400 kW                                 |       | CCS-Combo-2-Ladeanschluss fahrzeugseitig |
| Ladestation CHAdeMO                                            | stationsabhängig/typisch: 22/50/100 kW                                              |       | CHAdeMO-Ladeanschluss fahrzeugseitig |
| Ladestation Tesla Supercharger                                 | standortabhängig/typisch: 135/250 kW                                                |       | Fahrzeug der Marke Tesla |

### Ladepunkt
Ein Ladepunkt wird als Einrichtung definiert, an der zur gleichen Zeit nur ein Elektromobil aufgeladen werden kann. Ladesäulen, an denen mehrere Fahrzeuge gleichzeitig laden können, bestehen demnach aus mehreren Ladepunkten, die alle mindestens jeweils die geforderten Steckverbindungen aufweisen müssen. Ein Ladepunkt ist „öffentlich, wenn er sich entweder im öffentlichen Straßenraum oder auf privatem Grund befindet, sofern der zum Ladepunkt gehörende Parkplatz von einem unbestimmten oder nur nach allgemeinen Merkmalen bestimmbaren Personenkreis tatsächlich befahren werden kann.“

### Induktivladeeinrichtungen

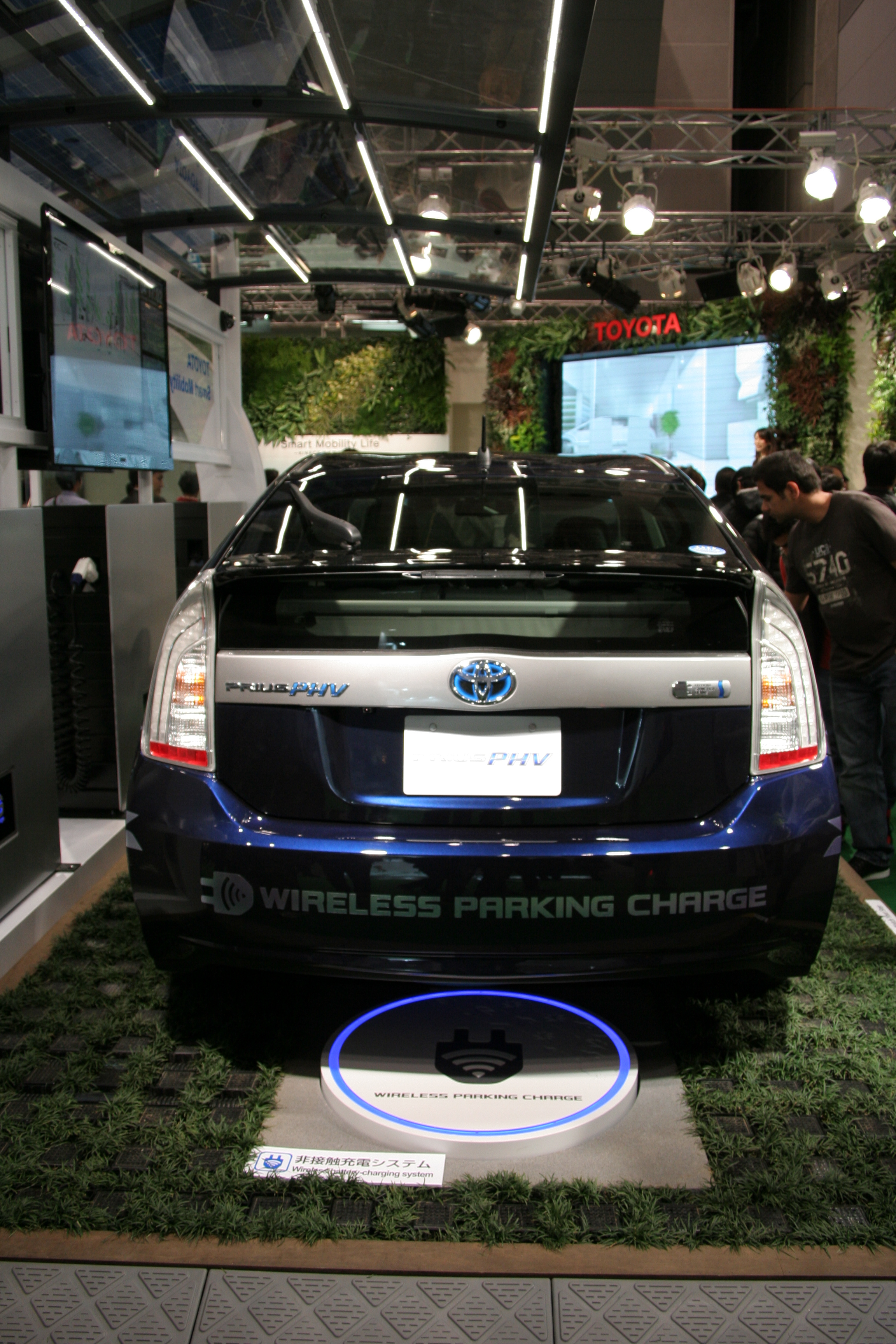
Prototyp eines induktiven Ladesystems für PKW

Neben der Energieübertragung über Kabel und Steckverbindungen kann elektrische Energie auch über elektrische Wechselfelder induktiv übertragen werden. Neben der Vermeidung von verschleißenden Steckverbindungen an elektrisch leitenden Kontakten ist auch ein Berührungsschutz gegeben. Prinzipiell genutzt wird dabei die Transformatortechnik mit einer primärseitigen Erregerspule, die von Wechselstrom aus dem Stromnetz durchflossen wird. Den in der fahrzeugseitigen (Sekundärseite) Induktionsspule ausgekoppelten Wechselstrom wandelt das im Fahrzeug eingebaute Ladegerät in Gleichstrom und lädt die Antriebsbatterie.
Induktive Ladesysteme gibt es seit vielen Jahren. Das gleiche Prinzip nutzen auch akkubetriebene elektrische Zahnbürsten oder Smartphones. Die gute Koppelung beider Spulen durch einen geringen Abstand verringert die Übertragungsverluste. Die Energie wird daher in besonderen Ladepositionen übertragen. Schon das Ladesystem Magne Charge, genormt in der amerikanischen Norm SAE J1773, nutzte in den 1990er-Jahren diese Technologie, auch wenn dort die Primärspule als eine Art Stecker in einen Ladeschlitz am Auto geschoben werden musste. Durch das Einschieben wurden die beiden Spulen optimal positioniert und durch den geringen Abstand die Induktionsverluste minimiert. Fahrzeuge mit diesem Ladestandard sind unter anderem die Elektroautos General Motors EV1 (1996), Chevrolet S-10 EV (1997) und Toyota RAV4 EV (1997) der ersten Generation. Das Laden mit 6,6 kW ist am weitesten verbreitet (Level 2). Für Level 3 mit bis zu 50 kW existierten Demonstratoren. Das Ladesystem ist bei den noch aktiven Fahrzeugen noch immer im Einsatz, jedoch wurde kein Nachfolgesystem spezifiziert und es wird nicht mehr angeboten (Stand 2016). Im Spielfilm Gattaca wird der Einsatz gezeigt.
Im öffentlichen Straßenverkehr wurden seit 2002 in den italienischen Städten Genua und Turin Erfahrung mit Anlagen für Busse gesammelt, die an Haltestellen ihre Akkus induktiv nachladen können. Auch in Deutschland werden Batteriebusse mit diesem Ladesystem erprobt, beispielsweise in Braunschweig und Berlin. In Berlin werden dabei Ladeleistungen von bis zu 200 kW erzielt. Die Universität Duisburg-Essen erprobt in Mülheim an der Ruhr seit 2021 das induktive Laden von Taxis am Taxistand. Die deutschen PKW-Hersteller arbeiteten ebenfalls an induktiven Lademöglichkeiten, um ein Laden ohne Stecker anbieten zu können. Das von BMW 2018 eingeführte System ist aber bei BMW nicht mehr bestellbar.
Im industriellen Bereich ist die induktive Energieübertragung beispielsweise für fahrerlose Transportfahrzeuge während der Fahrt bereits seit vielen Jahren kommerziell verfügbar. Die Fraunhofer-Gesellschaft hat 2015 Tests mit bis zu Tempo 30 km/h durchgeführt.
Auch bei Parkeisenbahnen mit Elektroantrieb kommt induktive Ladung der Traktionsbatterien zum Einsatz. Ein Beispiel ist die Panoramabahn im Europa-Park, deren Lokomotiven von Diesel auf Elektroantrieb umgerüstet wurden. An jedem der vier Bahnhöfe sowie im Betriebshof befinden sich induktive Ladepunkte im Boden.
Mit Stand Juni 2025 ist das induktive Laden bei geparkten Elektrofahrzeugen Stand der Technik und wird von einigen Herstellern seit Jahren vertrieben. Das Laden während der Fahrt wird seit etwa 2009 erforscht. Vom Bund wurde im Juni 2025 auf der Autobahn A6 in Bayern eine Teststrecke für das Laden während der Fahrt eingerichtet. Die Teststrecke ist einen Kilometer lang. Die Ladespulen liegen unter dem Asphalt, die Gegenstücke befinden sich in den Elektrofahrzeugen. Das System kommt vom Marktführer Electreon aus Israel. Systeme dieses Unternehmens sind in Planung oder Betrieb in Israel, USA, Frankreich, Italien und China. Der Wirkungsgrad der Übertragung soll bei 90 Prozent liegen. Das Magnetfeld muss sich immer genau unter dem fahrenden Fahrzeug befinden. Die Spulen werden dazu automatisch geschaltet. Das System im Fahrzeug kann nachgerüstet werden. Eine Spule im Fahrzeug kann bis zu 35 kW übertragen. Es können mehrere Spulen in einem Fahrzeug installiert werden. Das System wurde bislang mit Geschwindigkeiten von 80 km/h erfolgreich getestet. Zielgruppe sind Lastkraftwagen und Busse. Bei Tests konnten Fahrzeuge eine Reichweite von 2000 km erreichen.

### Laden am Bordstein
Das Unternehmen Rheinmetall bietet einen Ladebordstein an. Die komplette Ladeinfrastruktur befindet sich dabei im Bordstein. Diese Ladelösung verzichtet auf sperrige Ladesäulen und bleibt unauffällig. Der Ladebordstein sei bei jedem Wetter einsatzbereit. Die Ladelösung kann verwendet werden, wenn der verfügbare Platz beschränkt ist z. B. im innerstädtischen Bereich. Der Ladebordstein arbeitet mit bis zu 22 kW Wechselstrom (Typ 2). Bei Baumaßnahmen kann vorerst ein Dummy-Bordstein eingesetzt werden, der später innerhalb von Minuten durch den vollwertigen Ladebordstein ausgetauscht werden kann. Bei Wartungsarbeiten kann das Modul kurzfristig entnommen werden und später wieder eingesetzt werden.

### Laden an der Laterne
Es gibt Ladelösungen, die den Ladeanschluss in eine Straßenlaterne integrieren. Das Berliner Start-up Ubitricity hatte eine solche Lösung entwickelt und wurde von Shell übernommen. In Großbritannien waren im September 2021 2700 Laternen und Straßenpoller mit der Lösung ausgestattet. Der Vorteil diese Lösung ist, dass keine zusätzlichen Erdarbeiten notwendig sind. Auch der Energiedienstleister Enercity bietet ein ähnliches Konzept. Die Ausbaukosten sollen pro Ladepunkt bei 2500 Euro liegen und damit bei etwa der Hälfte, was eine übliche Ladesäule kosten würde. Die Ladeleistung soll bei 4,6 kW liegen, was langsames Laden bedeutet. Es gibt weitere Lösungen von anderen Anbietern, z. B. iLamp.

## Ladeleistung und -dauer
Schnellladestationen bieten derzeit (Stand 09/2020) Ladeleistungen von bis zu 350 kW an. Bei typischen Verbräuchen von Elektroautos von 15 bis 25 kWh für 100 km Fahrleistung ergibt sich, dass man in 5 Minuten Ladezeit Elektrizität für teils deutlich über 100 km nachladen kann.
Die Ladedauer hängt zum einen von der maximalen Ladeleistung der Ladestation ab als auch von der technischen Ausstattung des Elektroautos. Im Internet findet man Ladezeitenrechner, die bei Angabe des Elektroautomodells angeben, wie schnell dieses maximal geladen werden kann. Dabei wird zwischen Laden mit Gleichstrom und Wechselstrom unterschieden.
Auto Motor und Sport hat im Februar 2025 die Ladezeiten von einigen Elektroautos von 10 auf 80 Prozent real getestet. Auf Platz eins im Test kam der Porsche Taycan mit 18 Minuten Ladezeit. Auf Platz zwei die Autos Hyundai Ioniq 5/6, Kia EV6 und Genesis GV70 mit ebenfalls 18 Minuten Ladezeit. Auf Platz drei der Lotus Eletre / Emeya mit 20 Minuten. Weitere folgten mit fast ähnlichen Ladezeiten.

### Ladeleistung mit Wechselstrom und Gleichstrom
Im Stromnetz liegt der elektrische Strom als Wechselstrom vor. Akkus brauchen zum Aufladen jedoch Gleichstrom. Die Umwandlung von Wechselstrom zu Gleichstrom wird durch elektronisch gesteuerte Ladegeräte durchgeführt. Das Ladegerät kann entweder in der Ladestation oder im Elektroauto verbaut sein. Je höher die Spannungen und Ströme bzw. die Ladeleistung sind, umso teurer werden die Ladegeräte. Ladestationen, die nur Typ 2 – also Wechselstrom – anbieten, sparen sich das Ladegerät. Solche Ladestationen können schon für etwa 1000 Euro installiert werden. Ladestationen, die Gleichstrom – also CCS und/oder CHAdeMO – anbieten, benötigen das Ladegerät in der Ladestation. Solche Ladestationen können 50.000 Euro und mehr kosten. Deshalb sind aus Kostengründen die mit Abstand meisten Ladestationen in Deutschland und Europa vom Typ 2, also mit Wechselstrom (s. Infrastruktur).
Die an den Ladestationen angebotene Ladeleistung ist ein wesentlicher Faktor für die Ladedauer. In Deutschland (Stand 2016) weit verbreitet sind Typ-2-Wechselstrom-Ladestationen mit 11 kW oder 22 kW. Vereinzelt werden Typ-2-Anschlüsse mit 43 kW angeboten. Höhere Ladeleistungen bieten die Gleichstrom-Ladestationen. Seit 2024 werden Ladeleistungen von bis zu 600 kW angeboten (s. High-Power-Charging (HPC)).

### Entscheidende Faktoren für eine Schnellladung
Die Ladedauer hängt sowohl von der Leistungsfähigkeit der Ladestelle als auch von der technischen Ausstattung des Fahrzeugs, vom Akku-Typ (s. a. Laderate) und der Temperatur des Akkus ab. An einem Ladepunkt, dessen Leistungsfähigkeit gering ist, benötigt auch ein schnellladefähiges Fahrzeug eine sehr viel längere Ladezeit, wie auch umgekehrt ein Fahrzeug mit schlechter Ausstattung an einer Schnellladestelle nur sehr langsam laden kann.
Haupteinflussfaktor für die Geschwindigkeit beim Laden mit Wechselstrom (Typ 2) ist vor allem die Leistungsfähigkeit des im Elektroauto verbauten Bordladers. Ladegeräte, die im Fahrzeug mitgeführt werden, begrenzen häufig den Ladestrom, obwohl der Akkumulator selbst auch schneller geladen werden könnte. So werden bei vielen Elektroautos heute Bordlader mit einer Leistung von lediglich 3,6 kW, 7 kW oder 11 kW verbaut, obwohl die Ladesäulen meist 22 kW anbieten.
Bei heute genutzten Kapazitäten von bis zu 150 kWh (siehe Nio ET7, Mercedes-Benz EQS) sind für Ladezeiten unter 30 Minuten Ladeleistungen von bis zu 350 kW notwendig, ohne dabei Hemmnisse wie u. a. Strombegrenzungen im oberen Ladebereich des Akkus zu berücksichtigen.
Eine haushaltsübliche Schuko-Steckdose liefert 2,5 bis 3,6 kW; ein 400-V-/16-A-Anschluss 11 kW; ein 32-A-Anschluss 22 kW; ein 63-A-Anschluss 43 kW.
Der Ladestrom muss akkuabhängig begrenzt werden, um Schäden an den Zellen zu vermeiden. Bei den lithiumbasierten Zellen, aus denen die Antriebsbatterien heutiger Elektrofahrzeuge bestehen, werden von den Herstellen meist 0,5 C bis 1 C und damit eine Ladezeit von 1 bis 2 Stunden als Normalladung empfohlen.
Für Akkumulatoren wird im Allgemeinen die Ladegeschwindigkeit mit der Laderate C angegeben. Hat C den Wert 4, kann ein Akkumulator mit der vierfachen Geschwindigkeit seiner Kapazität geladen werden, also innerhalb von 15 Minuten. Beispielsweise würde man beim Faktor C mit 4 einen Akku mit 100 kWh mit 400 kW laden können. Moderne Fahrzeug-Akkumulatoren wie der Shenxing und der Shenxing Plus von CATL haben die Laderate 4C.

### Ladeverfahren
Als Ladeverfahren kommen meist das IU-Ladeverfahren (CCCV) oder Abwandlungen davon zum Einsatz. Bei der sogenannten Schnellladung wird der Akkumulator häufig nur zu etwa 80 % aufgeladen. Bis zu dieser Grenze kann zumeist die volle Leistungsfähigkeit der Ladeelektronik genutzt werden. Danach muss der Ladestrom begrenzt werden, um das Überladen der Akkuzellen zu vermeiden, was jedoch eine sehr zeitintensive „Vollladephase“ nach sich zieht. Es ist daher aus zeitlicher Sicht effektiver, die Ladung bereits bei 80 % zu beenden. Moderne Akkus können in 20–30 Minuten auf 80 % aufgeladen werden.

### Ladegeräte im Elektroauto
Um mit Typ 2 – also Wechselstrom – laden zu können, brauchen die Elektroautos ein eingebautes Ladegerät. Um Kosten, Bauraum und Gewicht zu sparen, verbauen viele Hersteller nur ein Ladegerät für kleine Ladeleistungen, was dazu führt, dass die Ladezeit deutlich ansteigt. So kann beispielsweise das Tesla Model 3 und das Tesla Model Y nur mit maximal 11 kW an Typ 2 laden, auch wenn 22 kW oder 43 kW von der Ladesäule angeboten werden.

### High-Power-Charging (HPC)

High-Power-Charger (HPC) SachsenEnergie in Sebnitz

Die Bezeichnung Ultra entstand 2016 in Abgrenzung von den bisherigen Fast-Charge-Schnellladesäulen. Im Projekt „Ultra-E“, das über die EU co-finanziert wurde, sollte ein Korridor von den Niederlanden über Belgien und Deutschland bis nach Österreich entstehen. Die Studiengruppe weist aus, dass bei einer Ladezeit von maximal 20 Minuten für Geschäftsreisende der Komfort vor den Preis rückt. Dafür sind Ladeleistungen ab 150 kW notwendig, und bei einer Batterie-Kapazität von 100 kWh ergibt sich eine Auslegung der Ladepunkte mit 350 kW. Für die daraufhin entwickelten Schnelllader wird im deutschsprachigen Raum die Bezeichnung High-Power-Charging (HPC) verwendet. Für entsprechend ausgerüstete Fahrzeuge ist dort das Nachladen einer Reichweite von 300 km in 20 Minuten möglich. Die Ladesäulen sind mit CCS-Steckern versehen und kompatibel für Fahrzeuge mit 50-kW-CCS-Lader. An solchen Ladestationen sollen auch Busse, LkWs und sonstige Nutzfahrzeuge aufgeladen werden können.
Die Autohersteller VW, Daimler, BMW, Ford und Hyundai hatten bis um das Jahr 2020 mit dem Unternehmen Ionity im größten Teil Europas ein Netz von Ultra-Schnellladesäulen mit 350 kW Ladeleistung errichtet, das in der Folge weiter verdichtet wurde. Die Ladestationen sind an Autobahnen und vielbefahrenen Durchgangsstraßen platziert. Als Stecker wird das Combined Charging System (CCS) verwendet. Eine formelle Zulassungsbeschränkung Fahrzeuge anderer Hersteller besteht nicht, der hohe Ladepreis sorgt bei deren Nutzern jedoch für Unmut.
Der niederländische Schnellladeanbieter Fastned baut auch in Deutschland Ultra-Schnellladesäulen mit Leistungen zwischen 150 kW und 350 kW auf. In den Niederlanden besitzt Fastned bereits ein Netz von Schnellladestationen meist auf Autobahnraststätten. Ziel des Unternehmens ist es, in Europa ein Netz von über 1.000 solcher Schnellladestationen zu errichten, davon mehrere Hundert in Deutschland.
Im März 2018 nahm Fastned die erste Lädesäule mit 350 kW Ladeleistung in der Nähe von Amsterdam in Betrieb. Im Juni 2018 nahm die erste 350-kW-Ladestation von Fastned in Deutschland bei Limburg ihren Betrieb auf. Dies ist anfänglich auf zwei Ladepunkte mit je 175 kW verteilt, die sich später für 350 kW zusammenschalten lassen sollen. Bis Anfang 2021 hatte Fastned 125 Ultra-Schnelladesäulen eingerichtet, davon 18 in Deutschland und zwei in der Schweiz. Insgesamt hat Fastned in der Schweiz den Auftrag für 20 Ultra-Schnelladesäulen vom Bundesamt für Strassen erhalten. Auch Gotthard Fastcharge (GOFAST), mehrheitlich im Besitz von Energie 360°, Groupe E, Primeo Energie/Alpiq E-Mobility und SOCAR Energy Switzerland haben den Auftrag bekommen, je 20 Ultra-Schnelladesäulen in der Schweiz zu bauen.
Im März 2018 nahm der Windenergiekonzern Enercon die erste Ultraschnellladesäule mit 350 kW in Aurich (Ostfriesland) in Betrieb. Kernkomponenten sind Wechselrichter, die Enercon auch in seinen Windrädern verbaut. Ein weiteres zentrales Element der Ladesäule ist ein Batteriespeicher, so dass der Strom langsam und damit schonend oder bei Stromüberschuss schnell aus dem Netz in den Zwischenspeicher entnommen werden kann und später mit 350 kW schnell an das Elektroauto übertragen werden kann.

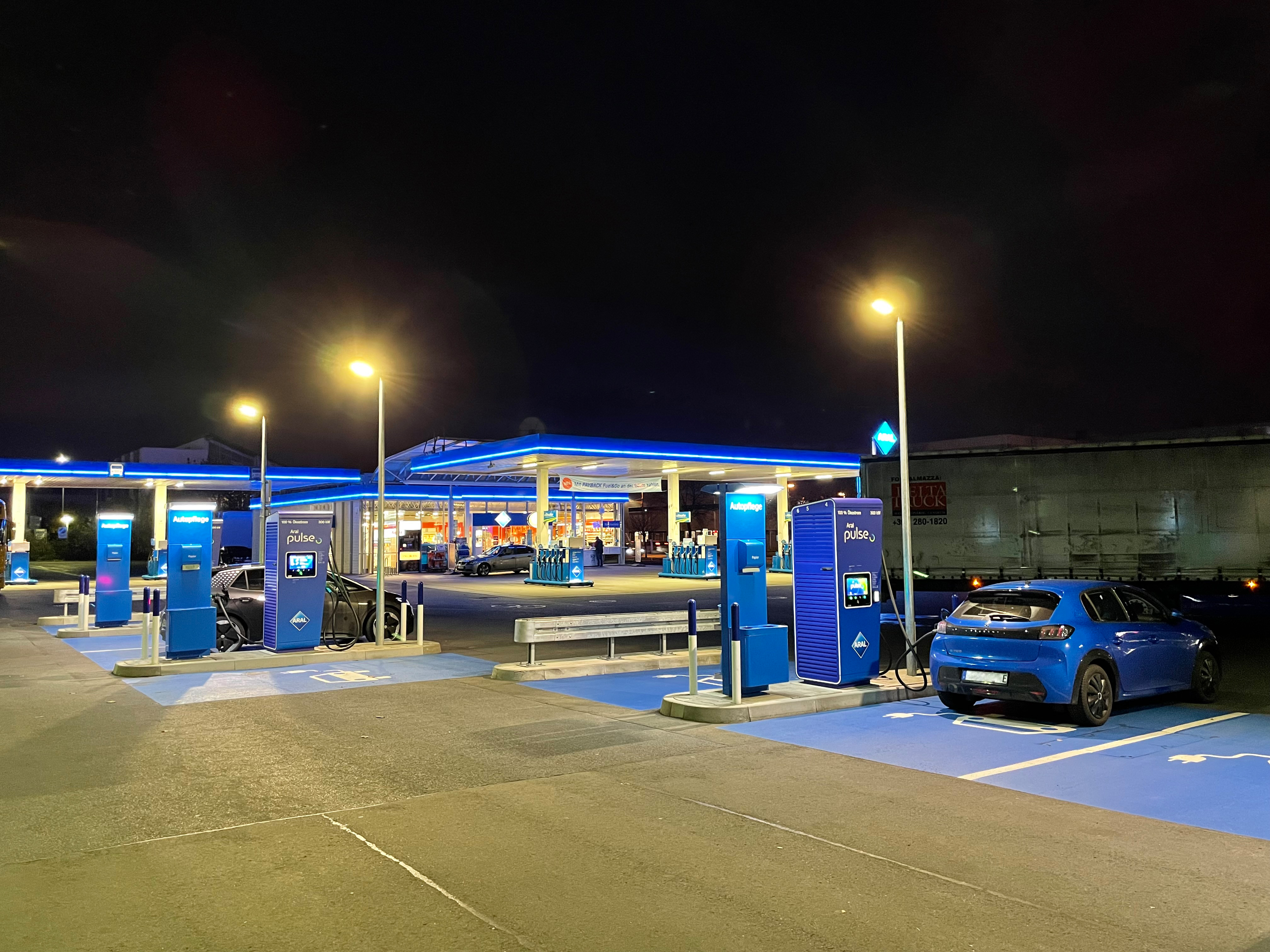
Aral Pulse Ladestation, 2021

Im Juli 2020 gab Aral bekannt, 100 Ultraschnelladesäulen binnen eines Jahres aufzubauen. Im Februar 2021 waren diese 100 Ladepunkte an 25 Tankstellen betriebsbereit. Aral erweiterte die Planungen dann auf 500 Ladepunkte mit bis zu 350 Kilowatt Ladeleistung an 120 Tankstellen bis zum Jahresende[veraltet].
Die RWTH Aachen und das Unternehmen Paxos entwickelten 2022 den neuen Ladestecker Cool-Load Megawatt. Der Stecker mit Kabel kann bis zu 1.500 V und 3.350 A übertragen, was etwa 5 MW Ladeleistung entspricht.
In Deutschland gab es mit Stand 07/2022 etwa 3.200 Ladestandorte mit mindestens 100 kW Ladeleistung, europaweit etwa 8.300. In Q1 2024 waren es bereits ca. 6000 und über 20000. Zum Vergleich: die Anzahl der Tankstellen in Deutschland liegt seit Jahren im Bereich von 14.500.
Chinesische Hersteller beginnen 2022 mit dem Aufbau von Ladesäulen mit 480 kW beziehungsweise 500 kW, wobei kurzzeitig bis zu 650 A bereitgestellt werden.
Für das geplante Deutschlandnetz ist vorgesehen, mehr als 8.000 Ladepunkte herzustellen, auch in bislang weniger attraktiven Gebieten und an bislang unbewirtschafteten Autobahnparkplätzen. Sie müssen eine Nenn-Ladeleistung von mindestens 300 kW pro DC-Ladepunkt aufweisen und auch bei Vollauslastung eines Standorts müssen mindestens 200 kW je Ladepunkt gewährleistet werden.
Das Elektroauto Li Xiang Mega kann eine Ladeleistung von über 500 kW aufnehmen. Die Ladeleistung bei einem Elektroauto hängt zum einen von der Akkugröße als auch von der Laderate des Akkus ab. Ein Akku der Größe 100 kWh mit der Laderate 5C kann mit 500 kW geladen werden (siehe Laderate).
Im Juli 2024 werden in Deutschland Schnellladesäulen mit bis zu 600 kW angeboten.
Seit Dezember 2024 installiert Tesla bei seinen Superchargern das V4 Supercharger Cabinet. Das ist eine Art Schaltschrank. Das neue V4 Supercharger Cabinet versorgt acht Ladepunkte gleichzeitig. Damit können die V4 Ladesäulen für Autos bis zu 500 kW Ladeleistung erbringen und für den Tesla Semi bis zu 1200 kW. Auf den V4 Supercharger Ladesäulen sind 1000 Volt und 615 Ampere Stromstärke vermerkt. Das entspricht einer Ladeleistung von 615 kW pro Ladesäule. Seit Anfang 2023 verbaut Tesla die V4 Ladesäulen an seinen Superchargern. Die V4 Ladesäulen stellen nunmehr die 400 Volt, die 800 Volt und die 1000 Volt Technik bereit. (siehe auch Tesla Supercharger und Hochvolt und Megawatt Charging System)
BYD hat im März 2025 den „Megawatt Flash Charger“ vorgestellt, der ein Elektroauto über zwei Ladekabel mit maximal 1360 kW laden kann. Demonstriert wurden zweimal 500 A bei 1000 V, also ein Megawatt (siehe auch Megawatt Charging System). BYD will in den Modellen BYD Tang L und BYD Han L entsprechenden Batterien herausbringen, die dann eine Laderate von 10C erreichen.
Mit Stand März 2025 sind erste Ladestationen mit 1 MW Ladeleistung bei 1000 Volt und 1000 Ampere in Deutschland und Europa verfügbar.
Der Ladenetzbetreiber Ionity hat im April 2025 angekündigt, dass Ionity ab der zweiten Hälfte 2025 Ladeleistungen von 600 kW an seinen Ladesäulen anbieten möchte. Ionity verbaut dazu die Ladesäule HYC1000 des Südtiroler Unternehmens Alpitronic. Die Ladesäule HYC1000 kann theoretisch bis zu 1 MW Ladeleistung bieten. Als Ladestecker kommt CCS2 zum Einsatz. Bei 600 kW wäre das Nachladen von 300 km Reichweite nach Angaben von Ionity in acht Minuten möglich.
Im Mai 2025 hat Phoenix Contact eine Variante eines flüssig-gekühlten CCS-Steckers vorgestellt, der im Boost-Modus 1000 kW erlaubt, im Dauerbetrieb sind 800 A bei 1000 V spezifiziert.
Im Juni 2025 hat BYD angekündigt, in Europa innerhalb von 12 Monaten ein Schnellladenetz aufzubauen mit Ladesäulen, die bis zu 1000 kW Ladeleistung bei 1000 V liefern können. Elektroautos können damit in fünf Minuten eine Reichweite von 470 km nachladen. BYD verkauft in China bereits erste Elektroautos, die eine solche Ladeleistung aufnehmen können. Das Laden soll damit so lange dauern wie ein Tankvorgang mit Benzin oder Diesel. Ziel von BYD ist es, sich auf dem europäischen Markt zu etablieren.
Diese sogenannten „Megawatt Flash Charger“ sind in China schon in Betrieb. Mit Stand Juni 2025 sollen es bereits 500 in 200 Städten sein.
Über die von BYD geplanten 4000 Ladesäulen hinaus sollen weitere 15.000 Ladesäulen mit großen Ladesäulenbetreibern in China aufgebaut werden.

### Megawatt Charging System (MCS)
Das Megawatt Charging System (MCS) ist ein Standard für das Laden bis 1250 V und 3000 A, was einer Leistung von 3,75 MW entspricht. Der Standard beinhaltet auch einen neuen Steckertyp. Der MCS-Stecker ist mit 101 mm Höhe und 116 mm Breite größer als der CCS Combo-2 Stecker (102 mm * 74 mm). Ursprünglich für das Aufladen von Elektrolastkraftwagen und Batteriebussen gedacht, könnte es aber auch in Elektroautos für sehr schnelles Aufladen verbaut werden. In die Fahrzeuge sollen am Anfang sowohl CCS als auch MCS verbaut werden. Auch in Elektroflugzeugen soll das MCS zum Einsatz kommen.

### Weiterentwicklung der Ladeleistung
Seit März 2018 sind die ersten 350-kW-Ladestationen im realen Betrieb. (siehe oben High-Power-Charging (HPC))
Für hohe Ladeleistungen ist die Kühlung der Kabel erforderlich. Gekühlte Kabel sind seit 2018 am Markt verfügbar; sie wurden von ihren deutschsprachigen Herstellern unter dem Begriff „High Power Charging“ (HPC) entwickelt. Ein früherer Feldversuch von Tesla wurde 2016 abgebrochen. Für das HPC-Ladesystem erschien 2020 die überarbeitete Richtlinie IEC/TS 62196-3-1; IEC 61851-23 soll aktualisiert werden. Demnach wird eine maximale Kontakttemperatur von 90 Grad Celsius und eine maximale Temperatur der berührbaren Teile von 60 Grad Celsius erlaubt. Eine spezielle Norm für gekühlte Ladekabel wird ebenfalls vorbereitet.
Ende 2018 zeigte eine Allianz der Unternehmen Allego, Porsche, Phoenix Contact und BMW eine öffentliche Station mit gekühlten Ladekabeln, die eine Leistung von 450 kW erreicht. Nutzer berichteten, dass der Prototyp dieser Ladestation durch die leistungsfähigen Kühlsysteme relativ laut ist.
Das britische Unternehmen Voltempo hat im Jahr 2021 eine Ladesäule entwickelt, die Elektroautos mit bis zu 1000 kW laden kann.
Für Lastkraftwagen mit erwarteten Batteriegrößen von 300-800 kWh wird gefordert, dass diese mit einer Ladeleistung von mindestens einem Megawatt geladen werden müssen, um in 20-30 Minuten etwa 80 % Akkuladestand erreichen zu können. Eine Vereinigung von Unternehmen entwickelt hierfür das Megawatt-Ladesystem MCS mit einer Stromstärke von maximal 3000 Ampere bei maximal 1500 Volt Spannung. Im Juni 2022 wurde ein Prototyp des vorgesehenen dreieckigen Steckers gezeigt.
Im April 2024 meldete Daimler Truck eine Ladeleistung von 1000 kW bei einem Mercedes-Benz E-Actros. (siehe auch Megawatt Charging System)
Im Juli 2024 haben MAN Truck & Bus, die Technische Universität München und weitere Partner öffentlich ein Ladevorgang mit über 1000 kW vorgeführt. Angestrebt wird in dem Forschungsprojekt NEFTON eine Ladeleistung von 3000 kW.

## Anschluss an das Verteilnetz
Ladestationen werden üblicherweise in der Niederspannungsebene (230/400 Volt) an das Verteilnetz angeschlossen. Die Niederspannungsanschlussverordnung berechtigt den Verteilnetzbetreiber, „in Form von Technischen Anschlussbedingungen (TAB) weitere technische Anforderungen an den Netzanschluss und andere Anlagenteile sowie an den Betrieb der Anlage einschließlich der Eigenanlage festzulegen, soweit dies aus Gründen der sicheren und störungsfreien Versorgung, insbesondere im Hinblick auf die Erfordernisse des Verteilernetzes, notwendig ist“. In den TAB darf auch „der Anschluss bestimmter Verbrauchsgeräte … von der vorherigen Zustimmung des Netzbetreibers abhängig gemacht werden“. In der aktuellen Fassung der TAB Niederspannung ist festgelegt, dass der Anschluss von Ladestationen beim Netzbetreiber angemeldet werden muss und ab einer Nennleistung von 12 kW der vorherigen Beurteilung und Zustimmung des Netzbetreibers bedarf. Der einphasige Anschluss von Verbrauchsgeräten ist nur bis zu einer Bemessungsscheinleistung von 4,6 kVA zulässig. Darüber ist eine gleichmäßige Aufteilung der Leistung auf die drei Außenleiter zu gewährleisten.
Das Forum Netztechnik/Netzbetrieb im VDE veröffentlichte im April 2019 die Neufassung der Technischen Anschlussregeln Niederspannung. Darin werden neue Anforderungen an Ladeeinrichtungen für Elektrofahrzeuge definiert. In Übereinstimmung mit den Technischen Anschlussbedingungen (TAB) Niederspannung sind Ladeeinrichtungen ab einer Bemessungsleistung größer 4,6 kW beim Netzbetreiber anzumelden. Außerdem wird ein netzdienliches Verhalten der Ladeeinrichtung gefordert, zum Beispiel eine Blindleistungsregelstrategie. Mit diesen neuen Anforderungen sollen Voraussetzungen für eine Integration größerer Stückzahlen von Elektroautos in die Niederspannungsnetze geschaffen werden.
Der Anschluss von Ladestationen für Elektrofahrzeuge ist in VDE 0100-722 geregelt. Pro Elektrofahrzeug ist eine separate Sicherung und ein separater Fehlerstrom-Schutzschalter (FI, RCD) zu verwenden. Bei der Ladung von Elektrofahrzeugen können Gleichfehlerströme auftreten. In der Wechselstrominstallation von Wohngebäuden normalerweise verwendete Fehlerstromschutzschalter des Typs A sind dafür nicht ausgelegt und würden dann nicht abschalten. Deshalb müssen Fehlerstromschutzschalter des Typs B verwendet werden. Diese schalten auch bei Gleichfehlerströmen ab. Fehlerstromschutzschalter des Typs B dürfen nicht hinter Fehlerstromschutzschaltern des Typs A installiert werden. Fehlerstromschutzschalter des Typs B sind auch in Kombination mit Leitungsschutzschaltern als Kombischutzschalter verfügbar. Diese können auch Bestandteil der Ladestation sein.
Für Schnellladestationen mit mehr als 100 Kilowatt kann je nach Ausbauzustand des Verteilnetzes und Netzbelastung festgelegt werden, sie an einen separaten Trafo-Abgang anzuschließen. Noch größere Ladestationen, die das gleichzeitige Laden an mehreren Schnellladestationen erlauben, können einen Mittelspannungsanschluss mit eigener Trafostation erfordern.

### Lastmanagement
Unter Umständen sind lokale Netze oder Netze in Gebäuden nicht ausreichend für die Anforderungen der Elektromobilität dimensioniert. Hier sind gegebenenfalls Lastmanagementsysteme erforderlich. Diese verhindern, dass das jeweilige Netz durch die Ladevorgänge überlastet wird.

### Akkus als Puffer in Ladestationen
Für Schnellladestationen mit hoher Ladeleistung gibt es erste Anwendungen mit Batteriespeicher als Zwischenspeicher (Puffer), durch den das Stromnetz entlastet wird. Der Puffer wird langsam aus dem Stromnetz geladen und kann dann schnell den Strom an das Elektroauto abgeben. Somit wird das Stromnetz nicht belastet und Schnellladestationen sind auch in Gegenden mit schwachem Stromnetz möglich. Diese spezielle Betriebsart unterscheidet Pufferspeicher von einem ansonsten ähnlichen Batterie-Speicherkraftwerk.

## Ladeverhalten
In einer Studie wurde im April 2025 das Ladeverhalten von deutschen Elektroautofahrern untersucht. Etwa 53 Prozent der Ladevorgänge werden daheim durchgeführt, 32 Prozent an öffentlichen Ladestationen und 15 Prozent am Arbeitsplatz. 62 Prozent der Befragten haben ständig ihren Ladestand im Blick und passen ihr Ladeverhalten entsprechend an. 57 Prozent der Befragten laden ihr Fahrzeug mehrmals pro Woche, während ein Drittel keinem festen Muster folgt. Entscheidend für den Ladevorgang ist der aktuelle Ladestand des Autos sowie geplante Fahrten. Beim Laden an öffentlichen Ladestationen waren die meisten Schnellladevorgänge zwischen 20 und 30 Minuten lang.

## Nutzung der privaten Stellplätze

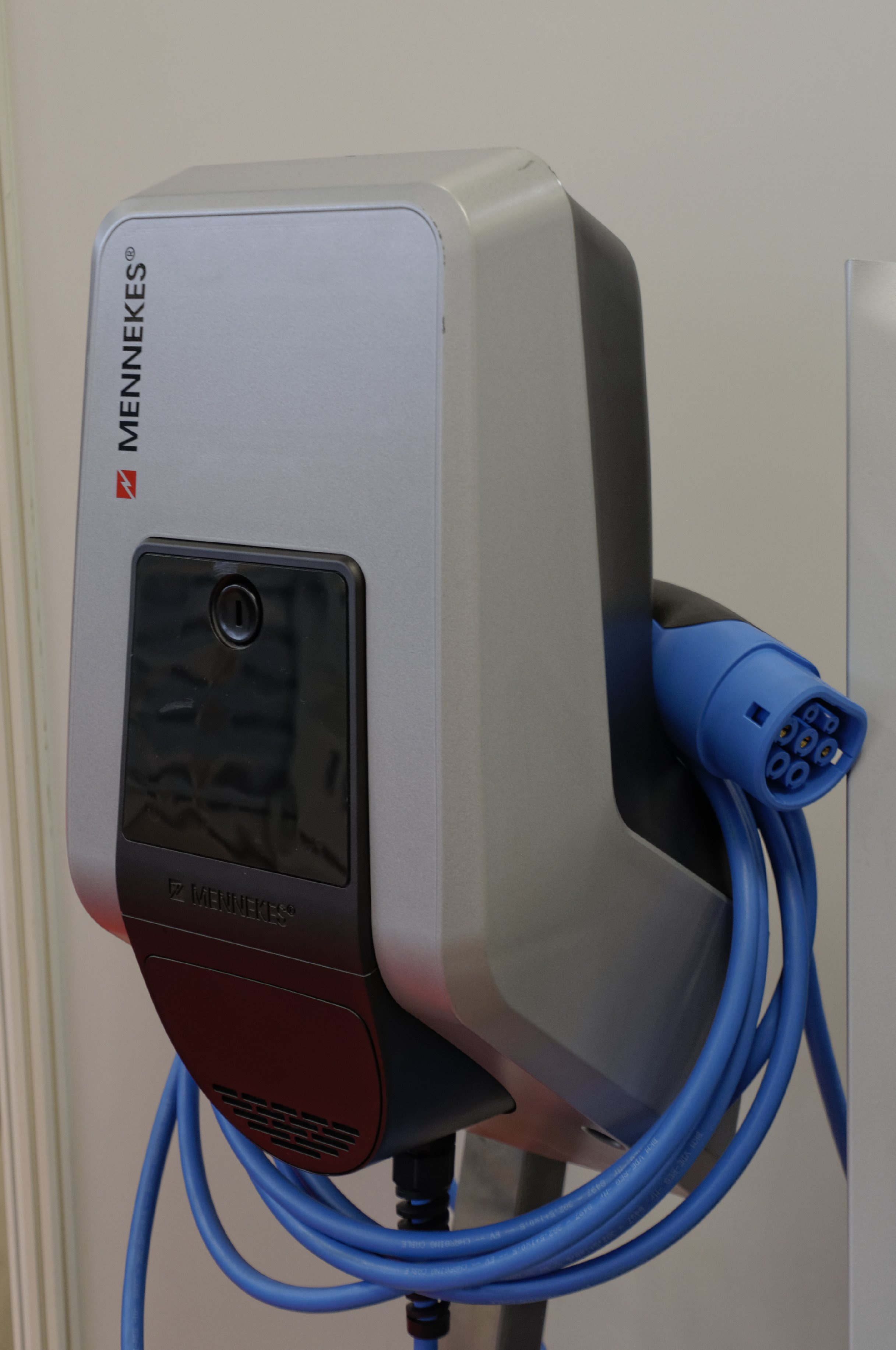
Wandladestation für Stellplatz oder Garage, 2018

Privat genutzte Elektrofahrzeuge werden mehrheitlich zu Hause oder auch an der Arbeitsstelle geladen. Nur ein kleiner Teil der Ladevorgänge entfällt auf öffentliche Ladestationen.
Das Laden über eine Haushaltssteckdose ermöglicht normalen Elektro-PKW allerdings nur eine Reichweite von 10 bis 25 km je Stunde Ladezeit.
Wandladestationen werden üblicherweise an 400-V-/16-A- oder 32-A-Dreiphasen-Drehstrom angeschlossen. Damit wird eine höhere Ladeleistung von 11 oder 22 kW erlaubt, womit Reichweiten von um die 100 km je Stunde Ladezeit erzielt werden. Ladeleistungen von 50 kW und mehr sind hingegen für Haushalte impraktikabel.
Einige Hersteller von Garagen bieten als Zusatzausstattung Elektroinstallationen an. Es gibt jedoch praktisch keine Standardpakete für das Aufladen von Elektroautos in Fertiggaragen.
Kleinere Elektrofahrzeuge wie Elektrofahrräder, Elektromotorräder und kleine Elektroautos verfügen über eine kleine Batteriekapazität und können mit einfachen Mitteln (übliche Haushaltssteckdosen mit 230 V, max. 10–13 A) aufgeladen werden.

## Öffentliche Ladestationen

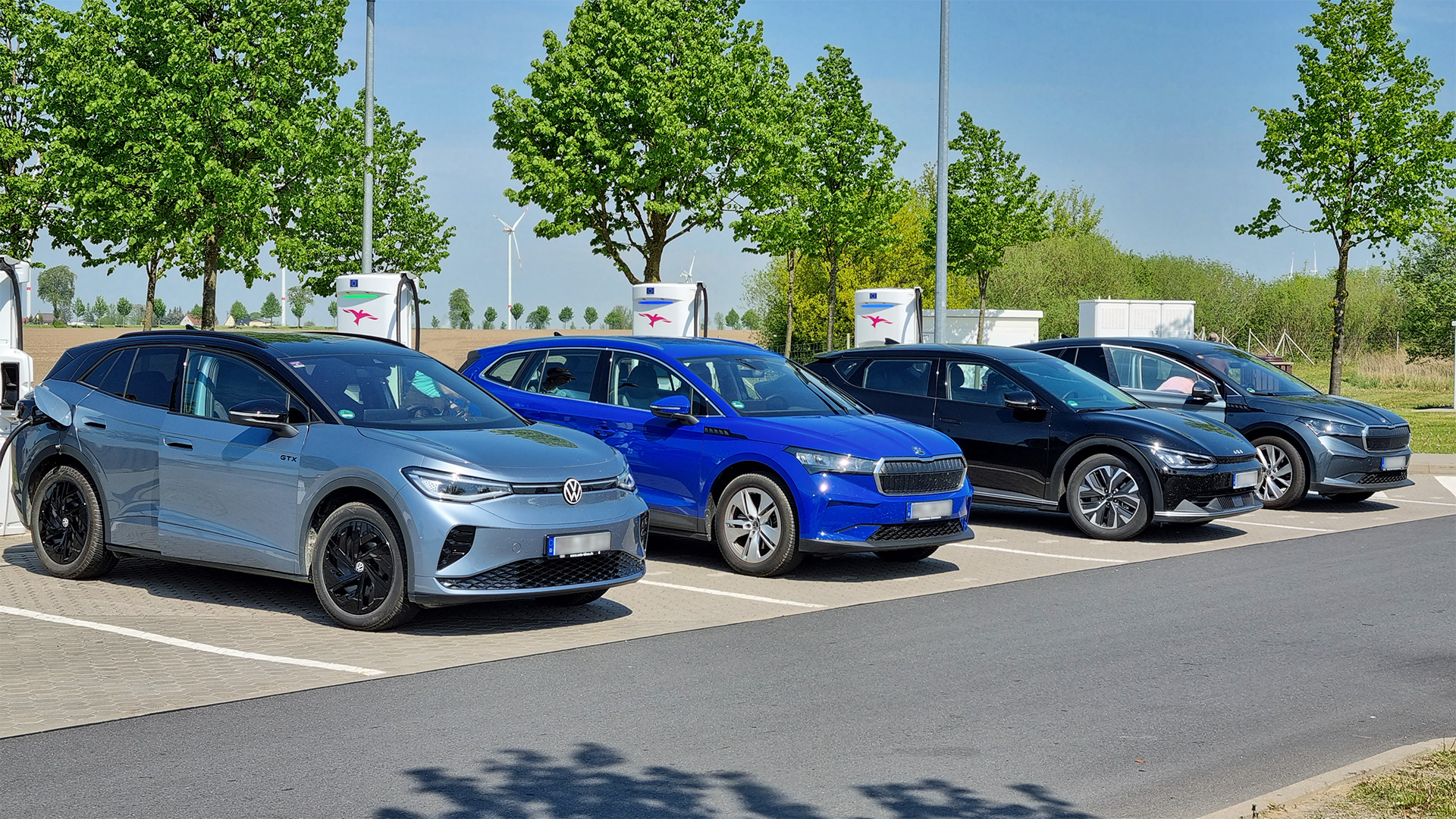
Ladestation an der BAB A20, „Raststätte Demminer Land“, 2023

In Deutschland gab es im Quartal 1 im Jahr 2025 etwa 8.000 Ladestandorte mit mindestens 100 kW Ladeleistung, europaweit über 20.000. Zum Vergleich: die Anzahl der Tankstellen in Deutschland liegt seit Jahren im Bereich von 14.500.
Der weltweit größte Ladepark befindet sich an der Tesla Gigafactory Berlin-Brandenburg mit 527 öffentlich zugänglichen Ladesäulen (AC und DC). In Deutschland an zweiter Stelle kommt der Ladepark am Bahnhof Merklingen – Schwäbische Alb mit 259 Ladesäulen (nur AC).

### Deutschland

#### Infrastruktur
In Deutschland gibt es 114.794 Normalladepunkte und 31.063 Schnellladepunkte, die bei der Bundesnetzagentur als „öffentlich zugänglich“ angemeldet sind (Stand September 2024). Im Ladestation-Verzeichnis GoingElectric.de waren 44.036 Standorte in Deutschland mit insgesamt 144.820 Ladepunkten eingetragen. Dabei waren 58 % der Ladepunkte vom Typ 2 und 26 Prozent CCS2. Bei 51 Prozent der Ladepunkte lag die Leistung zwischen 22 und 42 kW und bei 22 Prozent höher als 100 kW. (Stand Juni 2025).
Bei den Schnellladepunkten ist Bayern (6600), Baden-Württemberg (5100) und Nordrhein-Westfalen (4800) führend (Stand Oktober 2024) Laut dem BDEW wurden im Jahr 2024 in Deutschland 30.305 neue Ladestationen gebaut. Die Gesamtanzahl betrug damit 160.809 Ladestationen. Die Ladeleistung in Deutschland erhöhte sich von 2023 auf 2024 von 6,1 GW auf 8,5 GW. In 57 Prozent aller Gemeinden gibt es Ladestationen, in diesen Gemeinden leben 95 Prozent der Bevölkerung. Im Durchschnitt sind 17 Prozent der Ladestationen gleichzeitig belegt.
Die öffentlichen Ladestationen in Deutschland werden von 2362 verschiedenen Unternehmen betrieben (Stand Februar 2021).
| Datum               | 2017 | 2018 | 2019 | 2020 | 2021 | 2022 | 2023 | 2024 | 2025 |
| ------------------- | ---- | ---- | ---- | ---- | ---- | ---- | ---- | ---- | ---- |
| Ladeleistung in GW  | 0,1  | 0,2  | 0,5  | 0,8  | 1,2  | 1,8  | 2,7  | 4,6  | 6,1  |
| Anstieg zum Vorjahr | -    | 77 % | 93 % | 78 % | 48 % | 44 % | 53 % | 68 % | 33 % |

Liste der größten Betreiber nach Anzahl der Ladepunkte
| Betreiber                                             | Ladepunkte |
| ----------------------------------------------------- | ---------- |
| EnBW mobility+                                        | 4992       |
| E.ON Drive                                            | 3886       |
| Tesla                                                 | 3000       |
| EWE Go                                                | 2223       |
| Westenergie Metering                                  | 1656       |
| Stand: 1. Juli 2023, Quelle: www.bundesnetzagentur.de |            |

Liste der größten Betreiber nach Anzahl der Schnellladeparks
Mit mind. drei 150 kW Anschlüssen, rund um die Uhr offen für alle. Die Fördermaßnahme Deutschlandnetz soll für eine Verdichtung sorgen.
| Betreiber                                         | Schnellladeparks |
| ------------------------------------------------- | ---------------- |
| EnBW mobility+                                    | 550              |
| Aral Pulse                                        | 289              |
| Tesla Supercharger                                | 246              |
| Shell Recharge                                    | 146              |
| Ionity                                            | 138              |
| Allego                                            | 107              |
| Pfalzwerke                                        | 96               |
| EWE Go                                            | 62               |
| Stand: Juni 2024, Quelle: www.schnellladepark.app |                  |

#### Verbrauch

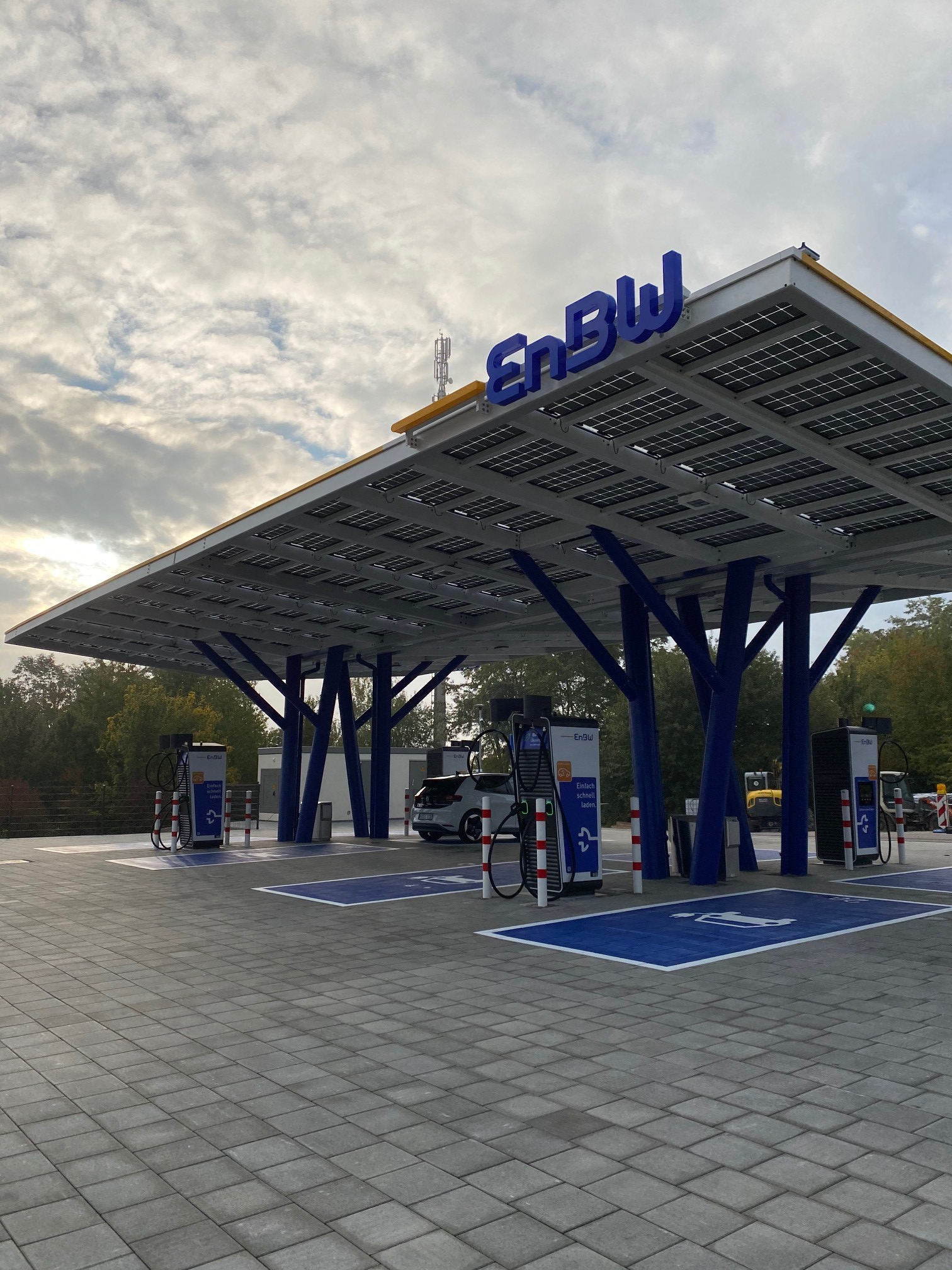
EnBW Ladepark

Der Lademarkt Report 2024 der E.ON-Tochter elvah mit über einer halben Milliarde Datenpunkte analysierte das öffentliche Laden in Deutschland. Im ersten Halbjahr wurden demnach in Deutschland 500 GWh Energie geladen und fanden 21 Millionen Ladevorgänge statt. Das entspreche 115.000 Ladevorgängen pro Tag. Große Betreiber sind mit DC-Ladestationen häufig an strategischen Standorten wie Einzelhandelszentren ansässig. Der Markt für langsames Laden bzw. Laden mit Wechselspannung ist unter vielen regionalen Anbietern verteilt, wie Stadtwerke und Energieversorger.
Die effizienteste Ladeinfrastruktur für Gleichspannung, d. h. möglichst viel Umsatz pro Ladesäule, hat Ionity gefolgt von Aldi-Süd und Fastned. Die effizienteste AC-Ladeinfrastruktur hat die Stadtwerke München gefolgt von Hamburger Energiewerke. Die Zuverlässigkeit liegt bei 89 % bei der Ladeerfolgsquote, d. h. etwa 11 % der Ladevorgänge scheitern. Die meisten Ladevorgänge finden in Hamburg statt, gefolgt von Baden-Württemberg und Bayern. Am Ende liegen Thüringen, Mecklenburg-Vorpommern und Sachsen-Anhalt.
Autobahnen sind für öffentliche Ladevorgänge zentral. 19 Prozent der gesamten Energie, das sind mit Stand ersten Halbjahr 2024 ca. 90 GWh, entlang von Autobahnen geladen. Entlang der Autobahnen dominieren die Anbieter EnBW und Ionity.

#### Ladesäulenverordnung
Das Bundeswirtschaftsministerium erließ am 9. März 2016 eine Ladesäulenverordnung für Deutschland. Hintergrund war die Umsetzung der EU-Richtlinie 2014/94/EU mit dem Ziel der Schaffung einer einheitlichen standardisierten Lade-Infrastruktur bei neu zu errichtenden Ladepunkten. Dazu wurde eine Ladebuchse Typ 2 nach DIN EN 62196-2 bzw. Ladekupplung Typ Combo 2 DIN EN 62196-3 zum verpflichtenden Standard an öffentlichen Ladepunkten erhoben. Andere Steckerstandards sind bei Neuerrichtungen nur noch zusätzlich – aber nicht mehr eigenständig – zulässig.
Am 29. März 2017 wurde eine Verordnung zur Änderung der Ladesäulenverordnung erlassen. Darin wird unter anderem geregelt, dass Betreiber von Ladepunkten jedem Nutzer von Elektromobilen das punktuelle Laden ohne vorherige Authentifizierung ermöglichen müssen. Dies kann durch kostenlose Abgabe der Energie oder gegen Zahlung erfolgen
- mittels Bargeld in unmittelbarer Nähe zum Ladepunkt oder
- mittels eines gängigen kartenbasierten Zahlungssystems bzw. Zahlungsverfahrens oder
- mittels eines gängigen webbasierten Systems.

Mit der Neuregelung soll eine ungehinderte betreiber-, kommunen- und länderübergreifende Nutzung von Elektromobilen ermöglicht werden. Diese wurde durch teilweise je nach Betreiber des Ladepunktes bzw. nach einzelnen Kommunen differierende Freischaltungen zum Beispiel mittels unterschiedlicher RFID-Karten erschwert bzw. ausgeschlossen.

### Infrastruktur in der Schweiz
evpass ist mit rund 3000 Ladestationen der größte Anbieter von Ladestationen in der Schweiz. Im Februar 2023 wurde evpass von dem Mineralölkonzern Shell übernommen.

### Infrastruktur in Europa
In Europa gibt es (Stand August 2024) mehr als 86.000 öffentlich zugängliche Ladestationen mit mehr als 306.000 Ladepunkten. Etwa die Hälfte (48 Prozent) sind Typ-2-Ladepunkte, 27 % sind CCS Ladepunkte und 7 % Chademo Ladepunkte. Ca. 70.000 Anschlüsse liefern mindestens 100 kW.
Die Europäische Union fördert mit etwa 3,6 Millionen Euro aus dem Verkehrsförderprogramm Transeuropäische Netze (TEN-T) den Aufbau von Schnellladestationen für Elektrofahrzeuge entlang der wichtigsten Autobahnen. Es wird als ein offen zugängliches Netz von Schnellladestationen für Elektrofahrzeuge errichtet. Die Gesamtkosten betragen etwa 7,1 Millionen.
Mehrere Betreiber installieren Ladestationnetze in Europa mit bis zu 350 kW Ladeleistung entlang der wichtigen Hauptverkehrsstrecken. Eine derartige Ladeleistung ermöglicht das Aufladen von 500 km Reichweite in etwa 10 bis 20 Minuten (s. Ultra-Schnellladesäulen).
Mit MEGA-E begann die EU ab dem Jahr 2018 den Aufbau von 322 Ladestationen in mindestens zehn europäischen Metropolen mit 29 Millionen Euro zu fördern. Ford, BMW, Daimler, und der Volkswagen-Konzern gründeten ein Joint Venture namens Ionity, das im Jahr 2018 mit dem Aufbau eines europaweiten Netzes von Ladestationen begann, im September 2019 beteiligte sich daran auch die Hyundai Motor Group.
Das Unternehmen Tesla, Inc. betreibt mit den Superchargern ein eigenes Schnellladenetz. Anfangs war es nur von Tesla-Fahrzeugen nutzbar und nutzte den Typ-2-Stecker. Seit 2019 werden die Ladestationen in Europa auf den CCS-Stecker umgestellt. 2021 startete die Öffnung einzelner Standorte für Fremdmarken.

### Infrastruktur außerhalb Europas
Im Jahr 2020 verfügte China über ein großflächiges Netz an Ladestationen und galt als Leitmarkt von Elektromobilverkäufen.
Durch Electrify America wurden bis 2020 tausende Ladesäulen in den USA aufgestellt.

### Bezahlung
Die Bezahlung für den Ladevorgang ist je nach Ladestation bzw. Betreiber verschieden. Für viele Ladestationen wird ein Kundenkonto und eine zugehörige Ladekarte oder App benötigt. Teilweise ist auch eine Bezahlung per Girocard, Kreditkarte oder Mobile Payment möglich.

#### Plug & Charge
In Europa bieten seit 2021 einige Betreiber von Ladestationen auch Plug & Charge (ISO 15118) an. Die Bezahlung und Autorisierung des Ladevorgangs erfolgt dann mit im Fahrzeug hinterlegten Zahlungsdaten automatisch.

#### Roaming
Die meisten Betreiber bieten das sogenannte Roaming an. Dabei ist man Kunde bei nur einem Anbieter, kann dann aber über das Roaming an fast allen Ladesäulen in Europa aufladen. Es gibt auch Anbieter von Roaming, die selbst gar keine Ladesäulen betreiben. Man erhält vom Anbieter eine Karte, mit der man den Ladevorgang an der Ladesäule startet. Oder man kann über eine App im Smartphone einen QR-Code an der Ladesäule scannen, wodurch der Ladevorgang gestartet wird.

#### Ad-Hoc-Laden
Beim Ad-Hoc-Laden ist es möglich, an einer Ladesäule ohne Vertrag spontan zu laden z. B. mit EC-Karte, Kredit-Karte oder über eine App, mit deren Hilfe man einen QR Code an der Ladesäule scannt. So ist keine vertragliche Bindung und keine Voranmeldung nötig, um laden zu können. Dies soll sicherstellen, dass man mit dem Elektroauto immer aufladen kann. Die Preise für das Ad Hoc Laden sind meist jedoch deutlich höher.

### Ladepreise
An einigen Ladestationen kann kostenlos geladen werden, z. B. auf Parkplätzen von Geschäften während des Einkaufs.
Nach einer Studie von ene't können sich mit Stand Juni 2025 Ladepreise in Deutschland um bis zu 50 Cent pro kWh unterscheiden. So bieten etwa Discounter wie Lidl und Aldi das Wechselstromladen für 29 Cent pro kWh an, während andere Anbieter für Ad Hoc Laden bis zu 90 Cent pro kWh verlangen. Nach ene't ist der Markt ziemlich unübersichtlich und es fehlt an Preistransparenz. Auch beim Laden mit Gleichstrom kann man z. B. in Heidelberg für 36 Cent pro kWh laden, wobei das Laden mit Gleichstrom bei den Stadtwerken von Villingen-Schwennigen 94 Cent pro kWh kostet. In Unterföhringen in Bayern findet man an einigen Ladesäulen das Gleichstromladen für 38 Cent pro kWh und an anderen Säulen für 87 Cent pro kWh. Nach ene't sind die Ladepreise in Städten meist günstiger als auf dem Land. Nur etwa 30 Prozent aller Ladestationen bieten Ad hoc Laden an.

### Ladestation-Verzeichnisse
Ladestation-Verzeichnisse helfen beim Auffinden von Ladestationen während der Fahrt bzw. bei der Routenplanung. Ladestation-Verzeichnisse sind online zugänglich und enthalten Informationen über die Ladeleistung, die Anzahl Ladepunkte und deren Status (frei, belegt, gestört bzw. außer Betrieb) sind meist über entsprechende Apps der Betreiber abrufbar. Teilweise können Störungen mittels Mobiler App gemeldet werden. Aktuelle Daten aus den Ladestation-Verzeichnissen in die Navigationssysteme der Elektroautos eingespielt werden.

### Ladestation-Identifikation EVSEID
Ladestationenbetreiber benötigen für eine länderübergreifende Verrechnung ähnlich dem Mobilfunk-Roaming-System für ihre Ladestation eine eindeutige ID. Dies erfolgt mittels Ladepunkt-Identifikation (EVSEID en:Electric Vehicle Supply Equipment ID). Die EVSEID-Kennung besteht aus dem Länderkürzel (DE), der EVSE-Operator-ID (3 Stellen), der ID-Type (E) und der Power-Outlet-ID (bis zu 30 Stellen).
Seit dem 1. März 2014 vergibt der Bundesverband der Energie- und Wasserwirtschaft (BDEW) auf Anfrage gegen eine Gebühr einheitliche Identifikationsnummern für Betreiber von für die Öffentlichkeit vorgesehenen Ladesäulen in Deutschland, wodurch der Aufbau eines Roamingsystems auf dem Gebiet der Elektromobilität ermöglicht wird.

## Ausblick
Der Ausbau der Ladeinfrastruktur wird als wichtiges Instrument zur Förderung der Elektromobilität angesehen.
Im Hinblick auf die Ladesäulen gibt es weiterführende Konzepte. Ein dichtes Ladesäulennetz mit hohen Ladeleistungen (Schnellladenetz) würde große Antriebsbatterien in Elektroautos überflüssig machen. Antriebsbatterien mit hoher Zyklusfestigkeit und mittlerer Ladekapazität würden dann ausreichen (s. a. Akku-Kapazität).
Es gibt weiterhin Konzepte, Elektroautos mittels Vehicle-to-Grid-Technik mit dem Stromnetz interagieren zu lassen und somit als Stromspeicher und Lieferant von Systemdienstleistungen einzusetzen. Elektroautos wie auch Plug-in-Hybrid können bei (regenerativen) Überschüssen im Stromnetz geladen werden und bei Energiemangel Energie in das Stromnetz zurückspeisen. Auf diese Weise könnten E-Autos einen großen Teil der steuerbaren Energieaufnahme liefern. Für Batterie-Hausspeicher mit CHAdeMO-Fahrzeugen gibt es erste Anwendungen.

## Normen, Überprüfungen, Kommunikationsprotokolle

### Normen
In DIN VDE 0100-722 VDE 0100-722:2016-10 – Errichten von NiederspannungsanlagenVDE 0100-722 (Stromversorgung für Elektrofahrzeuge), Normenreihe IEC 63110, Teil 7-722: Anforderungen für Betriebsstätten, Räume und Anlagen besonderer Art – Stromversorgung von Elektrofahrzeugen. In Österreich wurde z. B. die OVE EN 50620 (Ladeleitung für Elektrofahrzeuge), ÖVE/ÖNORM E 8001-4-722 (Stromversorgung für Elektrofahrzeuge), die ÖVE/ÖNORM EN 61851 (Elektrische Ausrüstung von Elektro-Straßenfahrzeugen – Konduktive Ladesysteme für Elektrofahrzeuge) und die ÖVE/ÖNORM EN 62196-3 (Stecker, Steckdosen und Fahrzeugsteckvorrichtungen) eingeführt bzw. angepasst bzw. erweitert.

### Überprüfungen
Ladestationen für Elektrofahrzeuge müssen, wie alle elektrischen Anlagen, einer Erstprüfung bei Errichtung bzw. Inbetriebnahme der Anlage und regelmäßigen Wiederholungsprüfungen unterzogen werden und es ist dies zu dokumentieren. Aufgrund einiger Besonderheiten von Ladestationen für Elektrofahrzeuge, z. B. eigene Normen für Ladestationen, besondere Herstellervorgaben, geringe Schleifenimpedanz, höherer Spannungsabfall bei längeren Zuleitungen zum Fahrzeug, spezielle Steckverbindungen, sind für die Prüfungen an den Prüfer und die Messgeräte höhere Anforderungen gegeben.
Die Prüfung muss die Wirksamkeit der Schutzmaßnahmen und die Einhaltung der technischen Normen sowie besondere Herstellervorgaben für einen sicheren und bestimmungsgemäßen Betrieb erfüllen und dokumentieren.

### Kommunikationsprotokolle
Das Open Charge Point Protocol (deutsch: Freier Ladepunkt-Kommunikationsstandard) ist ein universelles Anwendungsprotokoll, das die Kommunikation zwischen Ladestationen für Elektroautos und einem zentralen Managementsystem standardisiert.